# نافذة الورد

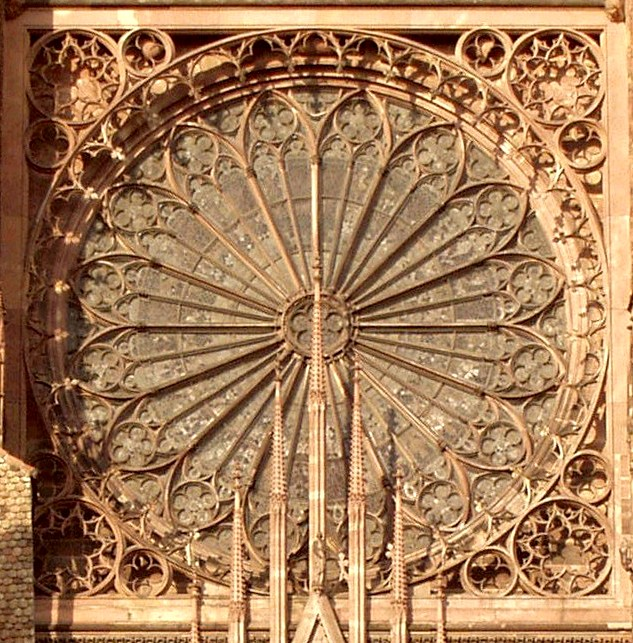
الجزء الخارجي من الوردة في كاتدرائية ستراسبورغ ، فرنسا

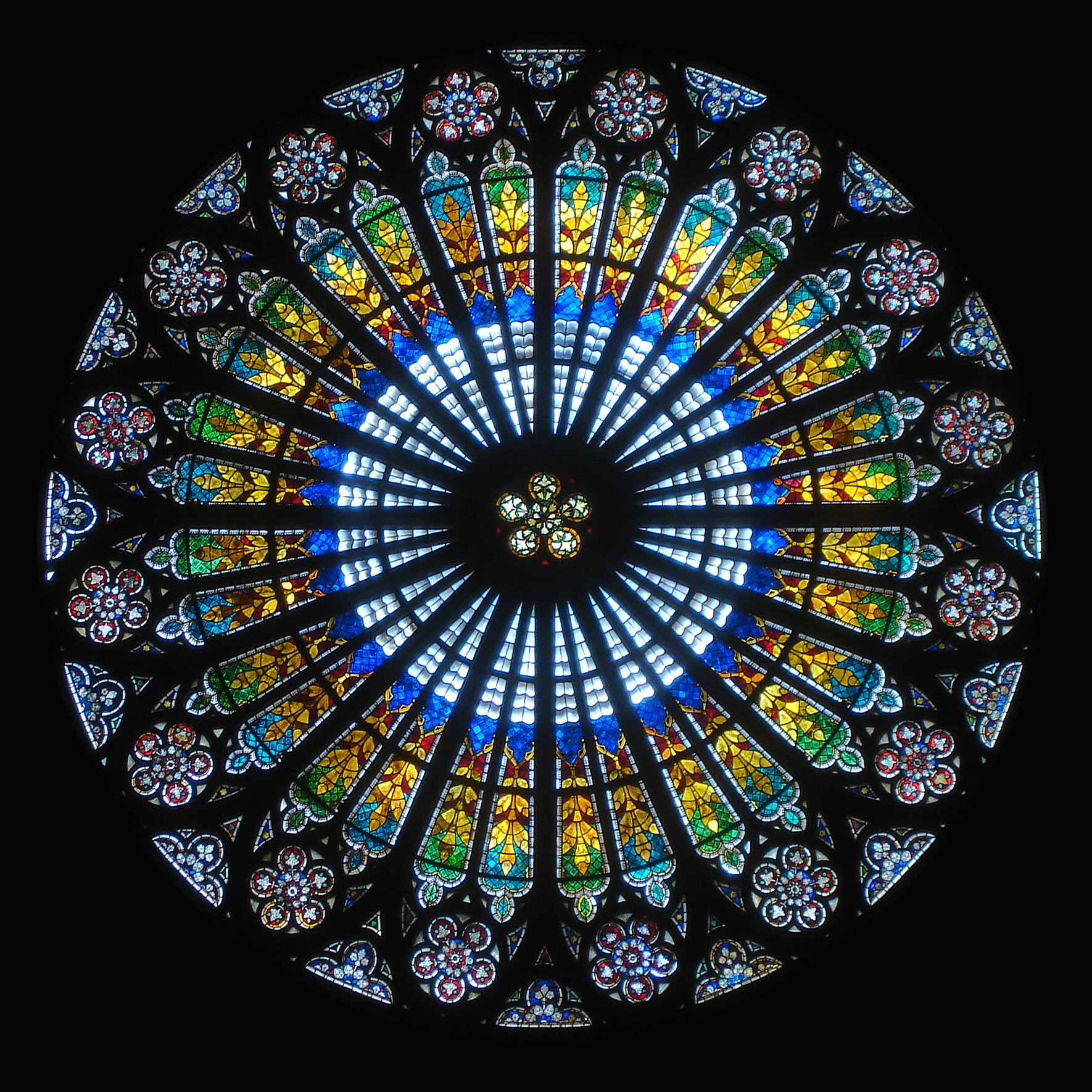
داخل الوردة في كاتدرائية ستراسبورغ

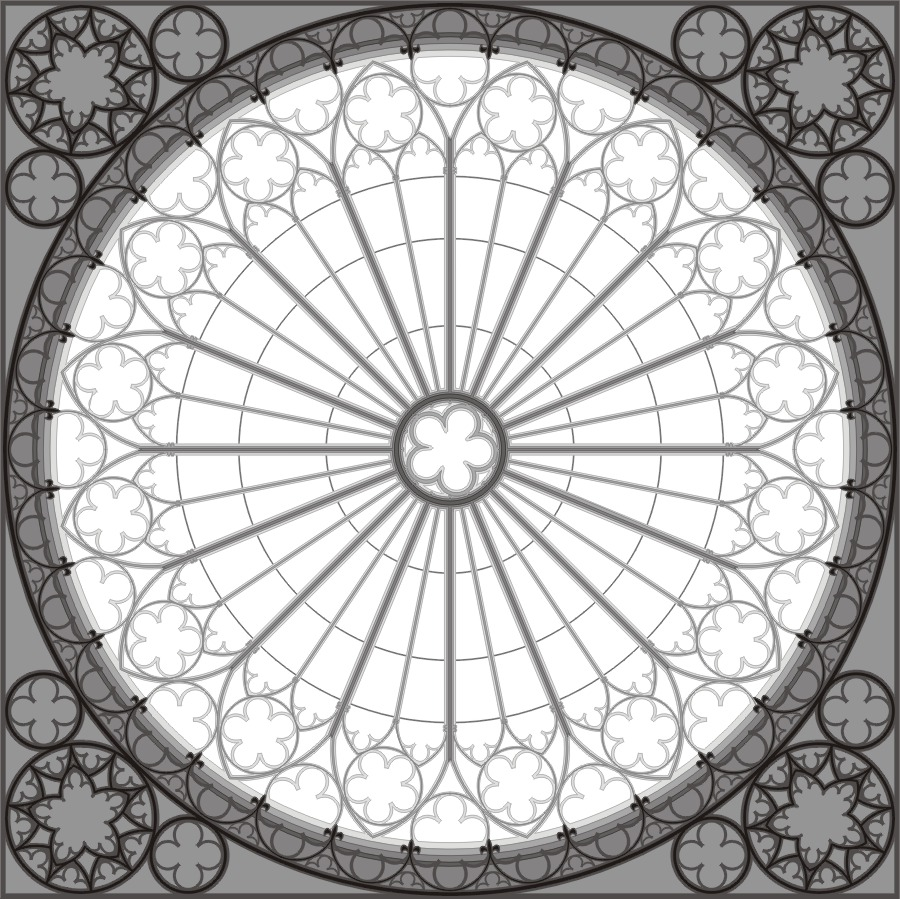
رسم معماري لنافذة الورد بكاتدرائية ستراسبورغ

نافذة الورد مصطلح عام يطلق على نافذة دائرية، ولكنها تستخدم بشكل خاص لتلك الموجودة في الكاتدرائيات والكنائس القوطية. وتنقسم النوافذ إلى أجزاء من فواصل الحجر والزخرفة. ولم يستخدم مصطلح نافذة الورد قبل القرن 17 وفقا لقاموس أوكسفورد الإنكليزي، وفي مراجع أخرى يأتي المصطلح من اسم الزهرة الإنجليزية وردة.
غالبا ما يتم تطبيق اسم «نافذة العجلة» على نافذة مقسومة بخطوط بسيطة متشعبة من نقطة أو فتحة مركزية، بينما يقتصر مصطلح «نافذة الورد» لتلك النوافذ، وأحيانا ذات التصميم المعقد للغاية، والذي يمكن رؤيته على أنه يتشابه مع وردة متعددة البتلات. كما تسمى نوافذ الورد أيضًا «نوافذ كاثرين» على اسم سانت كاترين من الإسكندرية، التي حكم عليها بالإعدام على عجلة تكسير مسننة. ووجدت في العديد من الكنائس الإيطالية نوافذ دائرية بدون زخرفه ويشار إليها بنافذة العين أو الأوكولوس.
تعد نوافذ الورد إحدى خصائص الهندسة المعمارية القوطية على نحو خاص ويمكن رؤيتها في جميع الكاتدرائيات القوطية الرئيسية في شمال فرنسا، وأصولهم أقدم بكثير ويمكن رؤية نوافذ الورود بأشكال مختلفة طوال فترة العصور الوسطى. وقد تم إحياء شعبيتها مع ميزات أخرى من العصور الوسطى من خلال النهضة القوطية في القرن التاسع عشر بحيث يتم رؤيتها في الكنائس المسيحية في جميع أنحاء العالم.

## الأنماط
1- العيون: يمكن أن تكون مفتوحة أو مطمسة، ويمكن تزجيجها أو حشوها بمرمر رقيق. لقد كانت النوافذ العينية الكبيرة جدا شائعة في إيطاليا في أواخر الفترة القوطية، حيث تم استخدامها وتفضيلها على النوافذ التي تم تتبعها وتمتلئ بالصور المتقنة في الزجاج الملون الذي صممه المصممون الأكثر إنجازًا في العصور الوسطى وأوائل عصر النهضة بما في ذلك Duccio و Donatello و Uccello و Ghiberti.
نوافذ العجلات: تحتوي هذه النوافذ على زخارف بسيطة من الخطوط المتشعبة إما من نقطة مركزية أو من دائرة مركزية. كانت شهيرة خلال الفترة الرومانيسكية وإيطاليا القوطية، وتوجد في جميع أنحاء أوروبا ولكن بشكل خاص ألمانيا وإيطاليا. وموجودة أيضا في مباني إحياء الرومانسيكية في القرنين التاسع عشر والعشرين.
القرص المزخرف: كانت نوافذ الورد ذات الفتحات المجوفة بدلاً من الزخرفة موجودة في فترة الانتقال بين الفترة الرومانيسكية والقوطية، لا سيما في فرنسا وعلى الأخص في شارتر. المثال الأكثر بروزا في إنجلترا هو نافذة الجناح الشمالي، والمعروفة باسم «عين العميد» في كاتدرائية لينكولن. توجد هذه النوافذ أحيانًا في مباني النهضة في القرن التاسع عشر.
القوطية المبكرة: نوافذ الورود ذات الزخارف تتألف من أقواس متداخلة مثل بتلات الزهور والأشكال الدائرية والمربعة. تواجد هذا الشكل في شمال فرنسا، ولا سيما في كاتدرائية لاون وإيطاليا وإنجلترا. وهذا النمط من النوافذ شائع في الهندسة المعمارية القوطية للتشابه مع الزهرة أيضًا مع إشارة محددة إلى سيدة الصلوات.
قوطية رايونانت: تنقسم نوافذ الورود بواسطة أعمدة تشع من دائرة مركزية متداخلة في تصميم معقد، وينتهي كل شعاع بقوس مدبب وغالبًا ما يتخللها رباعي الفصوص وأشكال أخرى من هذا القبيل. والعديد من أكبر نوافذ الورود في فرنسا من هذا النوع، لا سيما تلك الموجودة في باريس وفي ترانسبت سانت دينيس. وكمثال لها في إنجلترا هو ذلك الذي يقع في شمال كنيسة وستمنستر أبي. ويتواجد هذا النمط على نطاق واسع في الكنائس القوطية، كما يتم تقليده على نطاق واسع في مباني النهضة القوطية.
القوطية المزخرفة: يتميز النمط بمنحنيات حرف S في الزخرفة مما يجعل كل شعاع يأخذ شكلا متوهجا أو «لامعا». وتتكون العديد من النوافذ من مصابيح ذات شكل منتظم إلى حد ما، وغنى التصميم يعتمد على تعدد الأجزاء. وأمثلة جيدة لها في كاتدرائية بوفيه وسانت شابيل، باريس. وتتميز بعض نوافذ الورد القوطية المتأخرة بتعقيد هائل في التصميم، وغالبًا ما تستخدم عناصر من الطراز القوطي بطرق غير متوقعة. ومن الأمثلة الرائعة على واجهة كاتدرائية أميان. على الرغم من أن التصميم يشع عادةً من نقطة مركزية، إلا أنه قد لا يكون متماثلًا حول كل محور. يمكن رؤية ذلك في النافذة القوطية المزخرفة المتوهجة المسماة «عين الأسقف» في كاتدرائية لينكولن حيث يتخذ التصميم شكل سنبلتين من القمح.
عصر النهضة: قطع عصر النهضة الطراز القوطي وعاد إلى الطراز الكلاسيكي. وفي بعض الأحيان، تم استخدام الأوكولي العادي الذي لم يتم تعقبه، إما في الأقواس الكلاسيكية أو حول القباب كما هو الحال في معبد باتزي في فلورنسا.
الباروك: شهد الطراز الباروكي استخدامًا أكبر بكثير للنوافذ العينية، والتي لم تكن دائمًا دائرية، ولكنها في كثير من الأحيان بيضاوية أو ذات شكل أكثر تعقيدًا. ولم يتم تعقبهم أو تقاطعهم بقوالب بسيطة للغاية ولكن غالبًا ما كانت محاطة بنحت مزخرف. وكان الغرض من هذه النوافذ هو الإضاءة الدقيقة للمساحات الداخلية، دون اللجوء إلى النوافذ الكبيرة التي توفر رؤية خارجية. ونادرا ما يشكلون عنصرا مرئيا مهيمنا إما للواجهة أو للداخل كما تفعل النوافذ القوطية العظيمة. ومع ذلك، هناك بعض الاستثناءات الملحوظة، ولا سيما الانفجار الرائع للضوء الذي يتدفق من خلال نافذة المرمر البيضاوية التي تصور الروح القدس في Reredos خلف المذبح العالي في كاتدرائية القديس بطرس في روما.
الحديثة: النوافذ الدائرية الحديثة، التي غالبًا ما تكون من النوع العيني البسيط، لها مجموعة منتقاة من التأثيرات التي تشمل الفن التجريدي، ونوافذ السفن والفتحات الدائرية غير المزججة للعمارة الشرقية.

## التاريخ

### الأصل
يمكن العثور على أصل نافذة الورد في العين الرومانية. إذ تسمح هذه الفتحات الدائرية الكبيرة بدخول الضوء والهواء، وأشهرها هو ذلك الموجود أعلى قبة البانثيون. وظهرت النوافذ ذات الزخرفة الحجرية في العصور القديمة، وتم تطوير الأنماط الهندسية للورد بشكل كبير وشائع في الفسيفساء الرومانية.

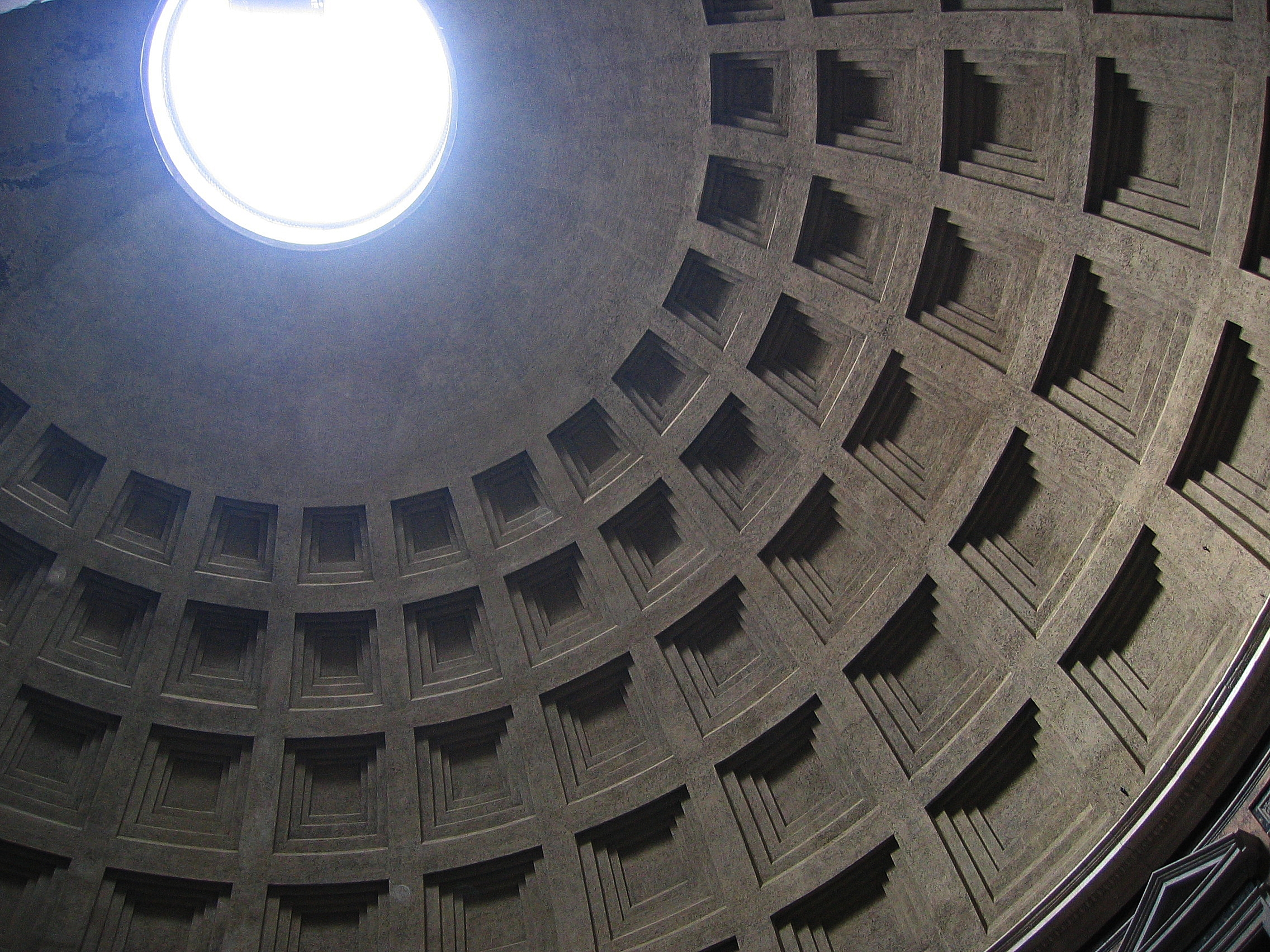
كوة البانثيون ، روما
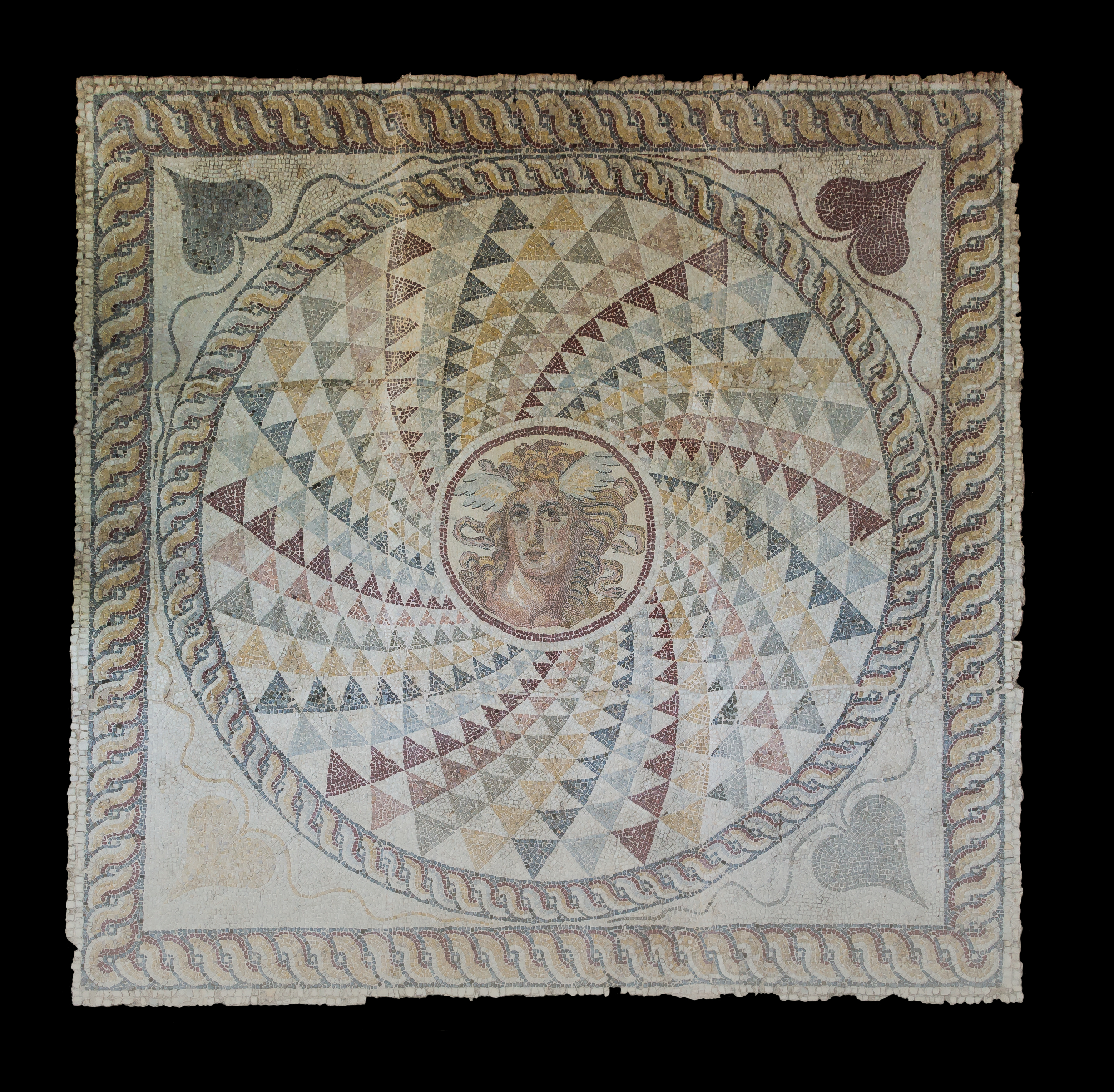
فسيفساء رومانية. أثينا
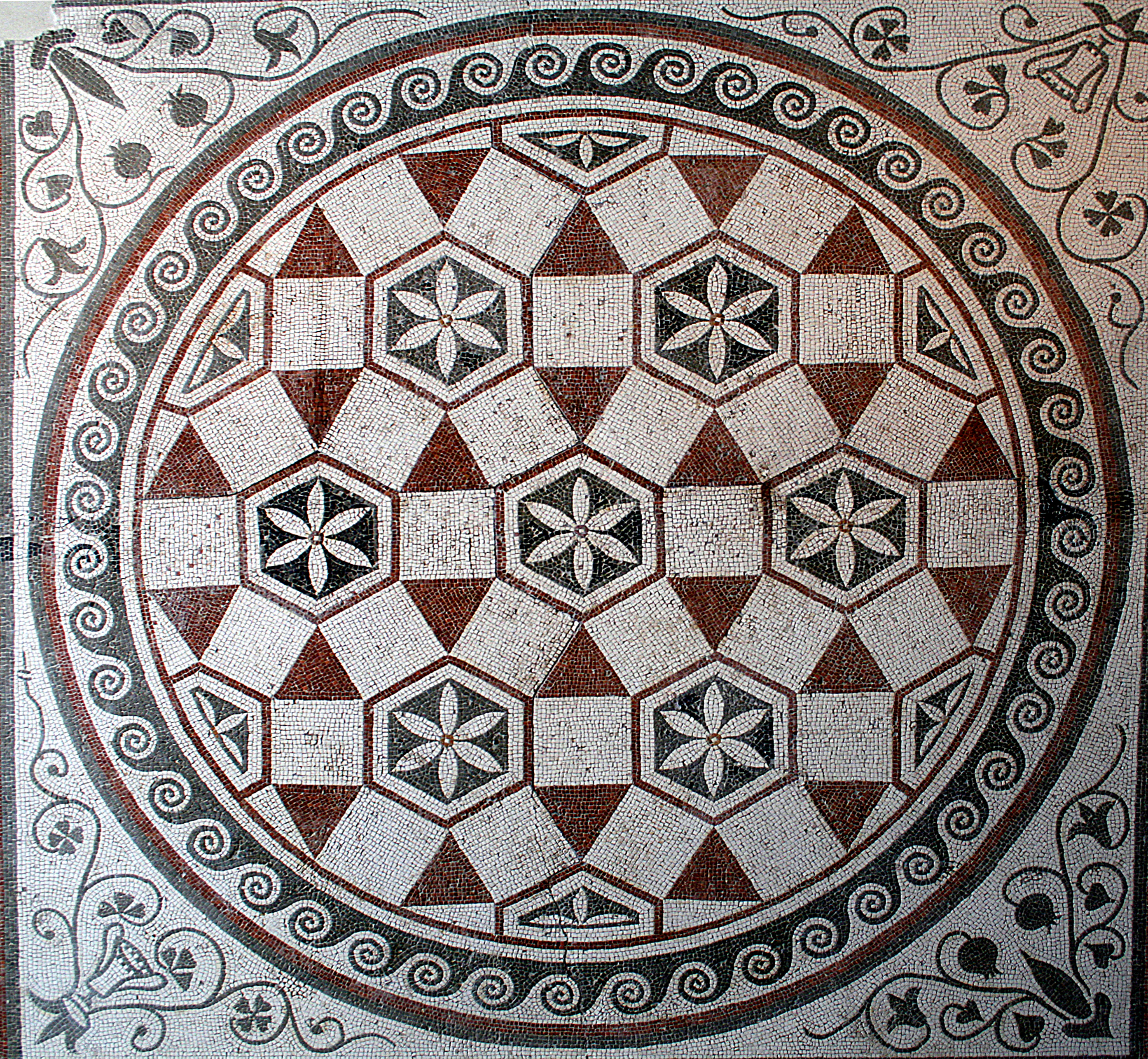
فسيفساء رومانية. روما
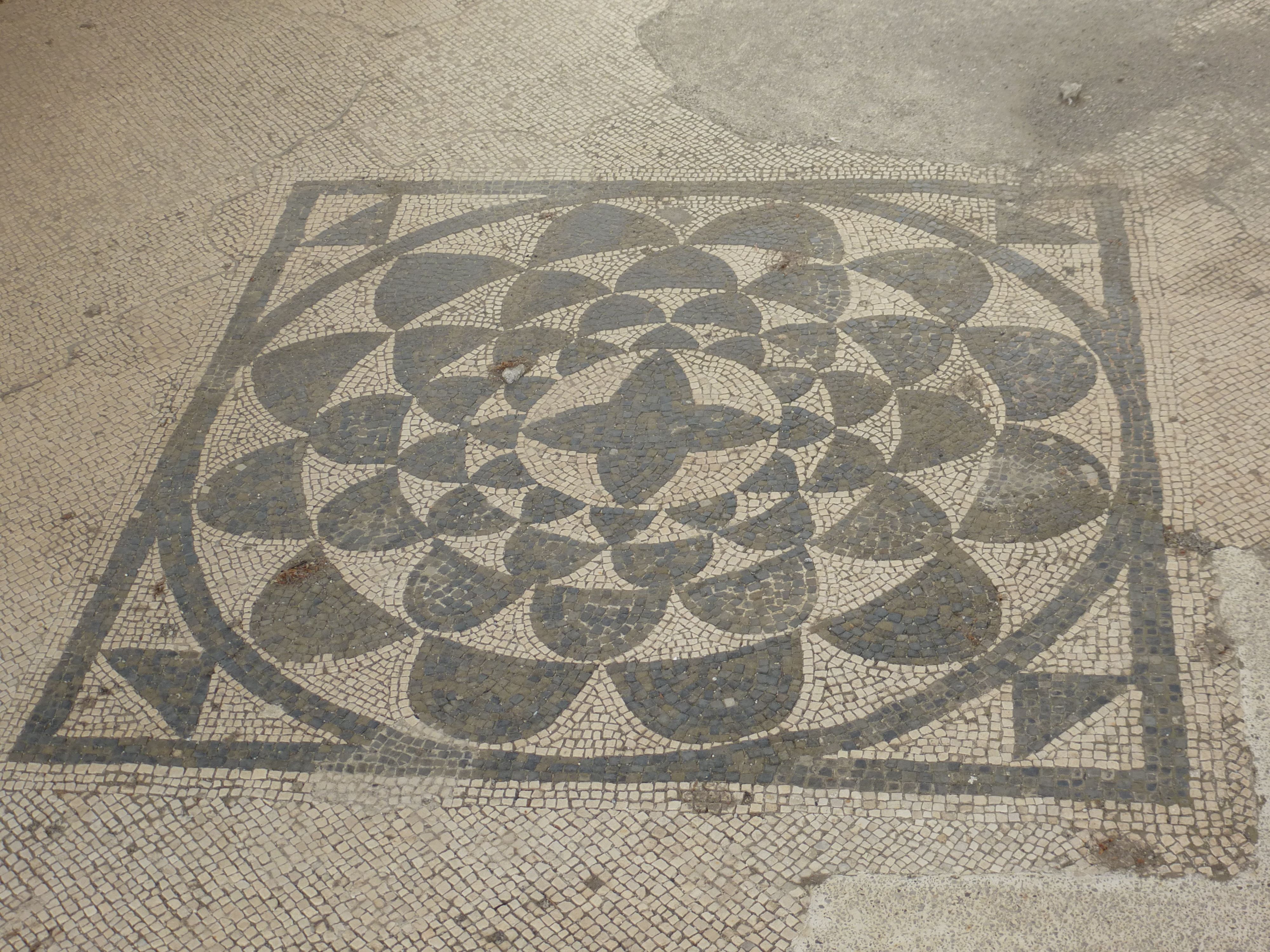
فسيفساء رومانية. بومبي
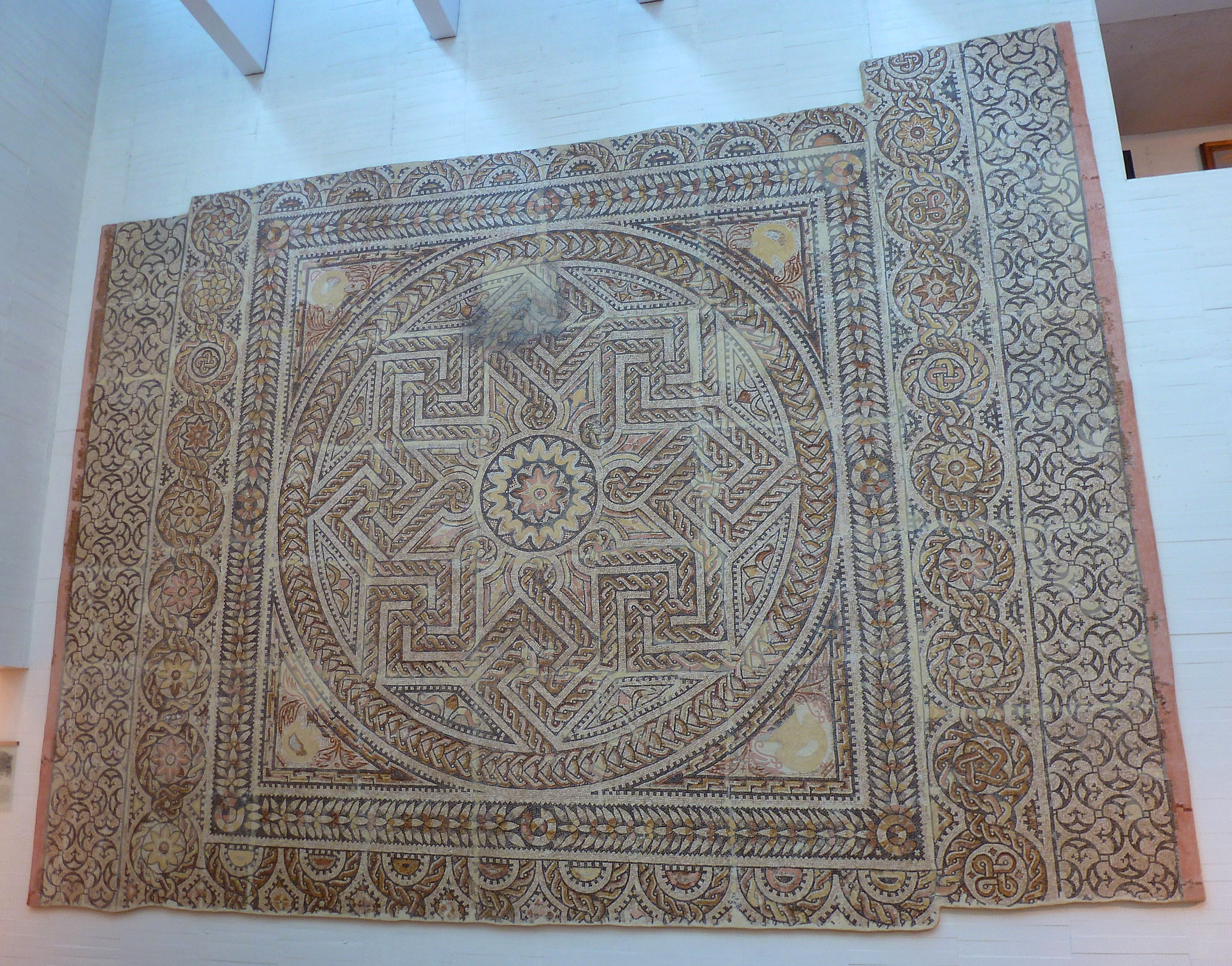
وردة هندسية في فسيفساء رومانية. إسبانيا

في العمارة المسيحية والبيزنطية المبكرة، هناك أمثلة على استخدام العين الدائرية. وعادة ما تحدث إما حول طبل قبة، كما في كنيسة القيامة، القدس، أو ارتفاع في نهاية الجملون من الكلاسيكية النبرة المنخفضة تلع النموذج، كما في Sant'Agnese fuori جنيه مورا، روما، وكاتدرائية تورسيلو.

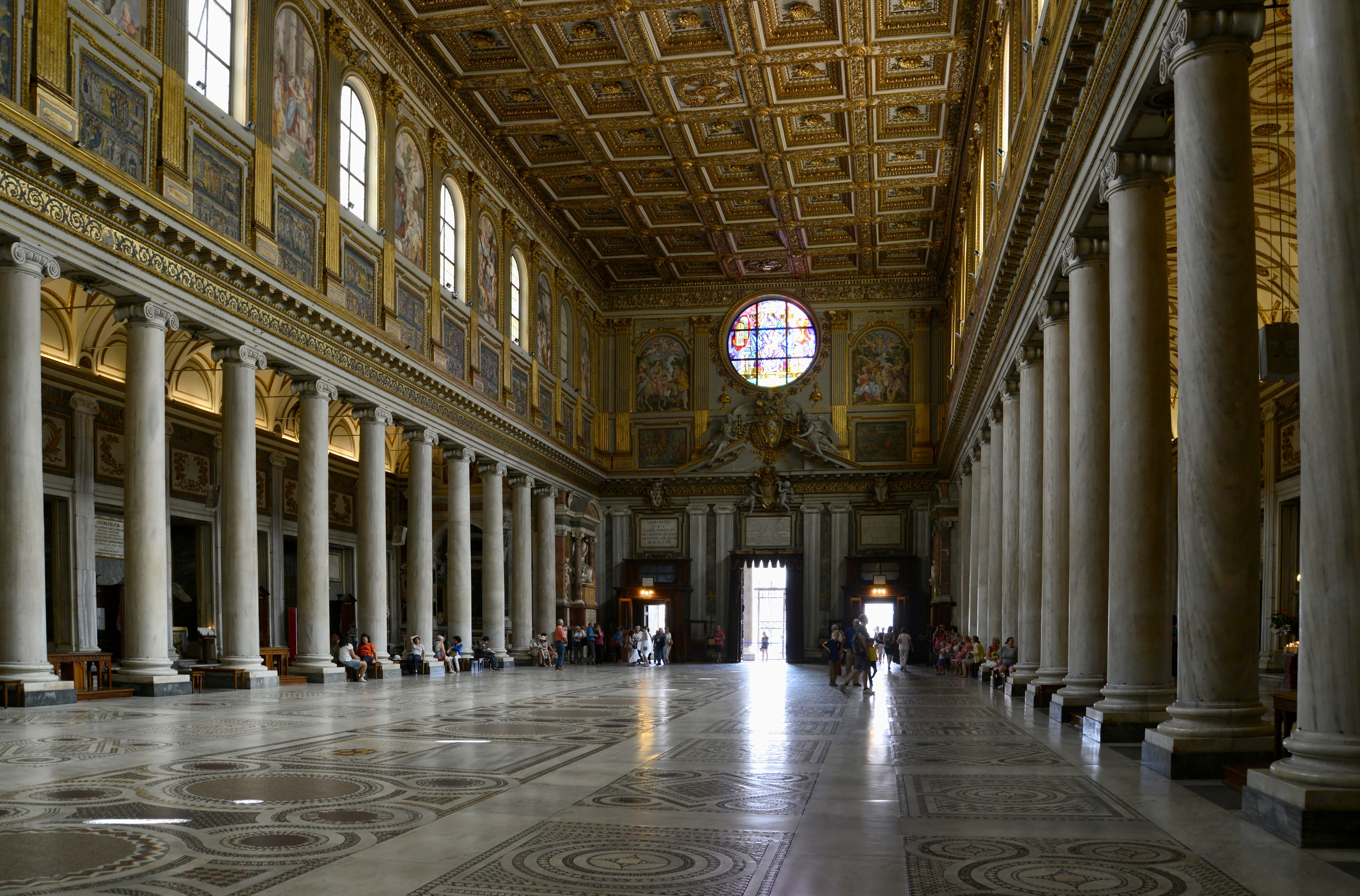
كوة سانتا ماريا ماجوري ، روما ، القرن الخامس (الزخرفة لاحقًا)
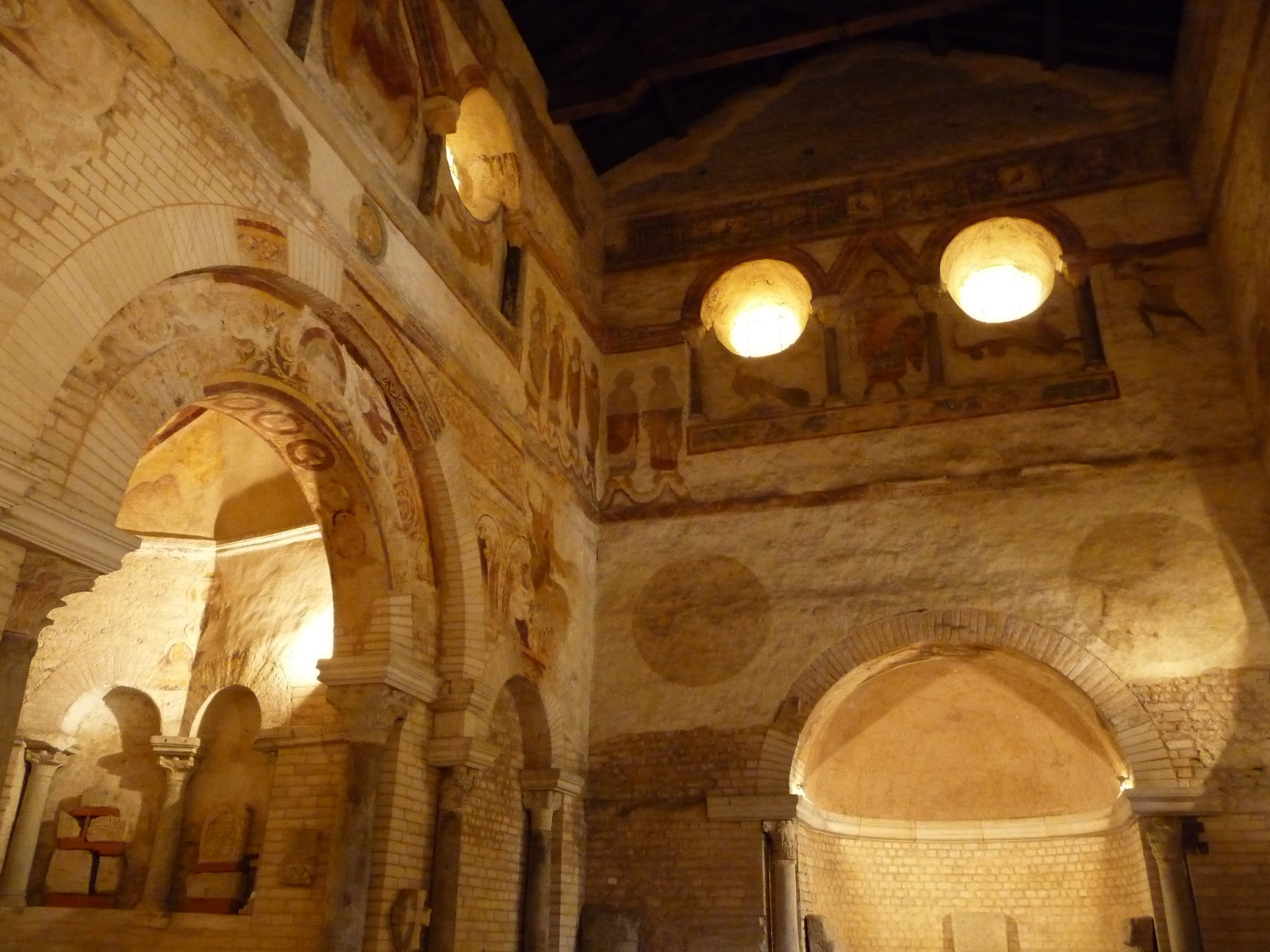
معمودية القديس يوحنا  [لغات أخرى]‏ بواتييه ، فرنسا ، القرنين السادس والسابع
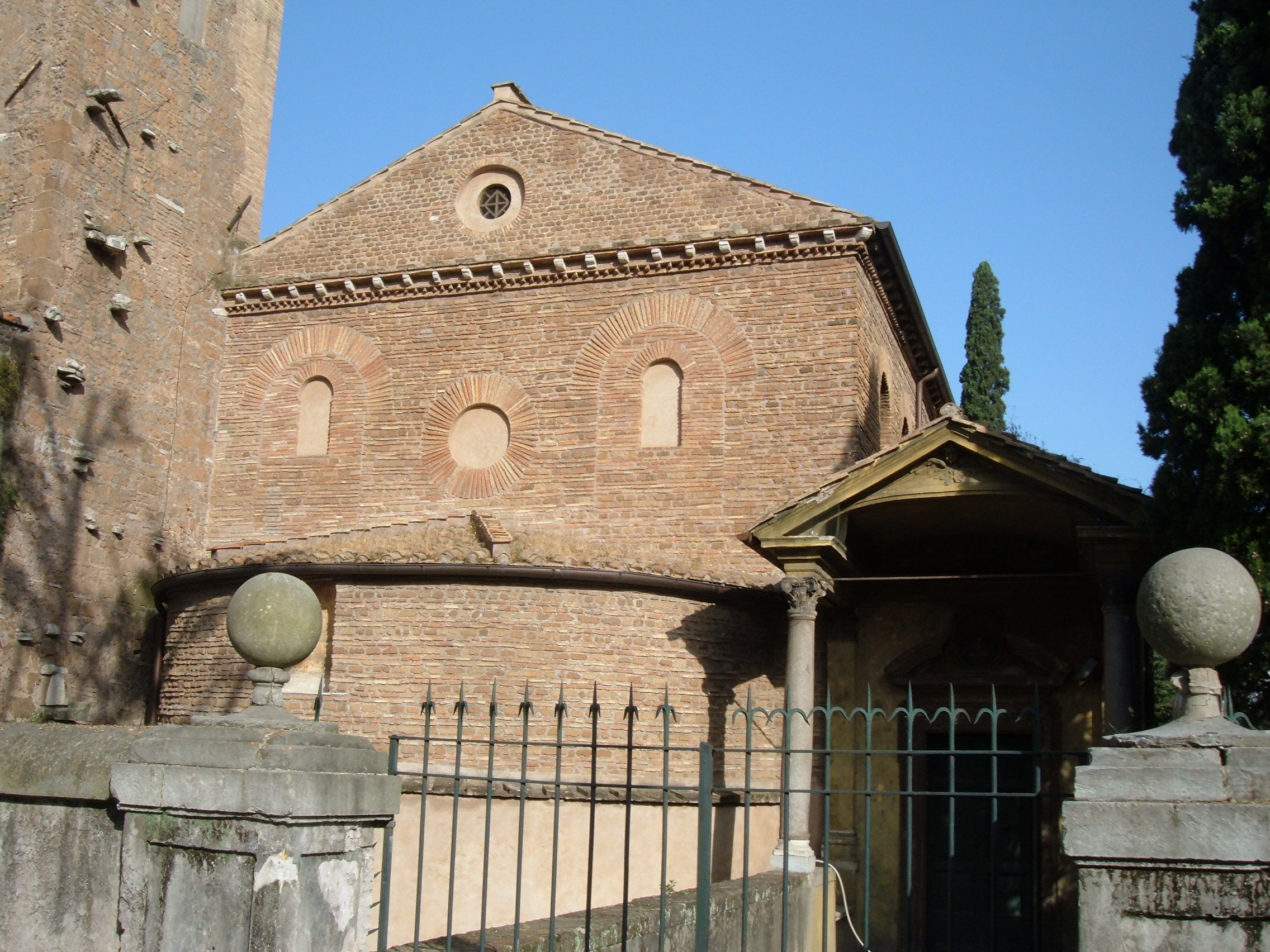
محيطات Sant'Agnese fuori le mura
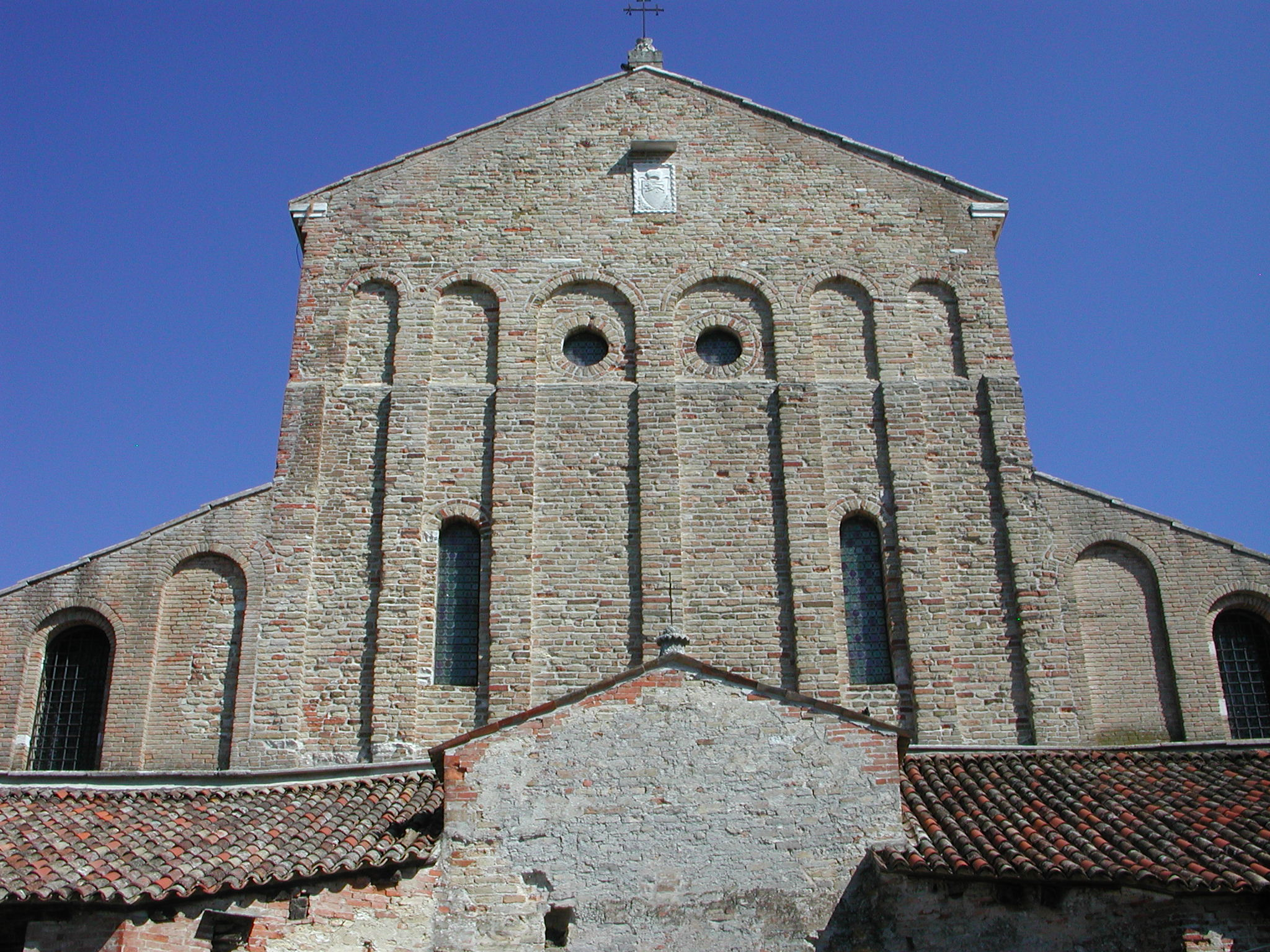
كاتدرائية تورسيلو ، البندقية
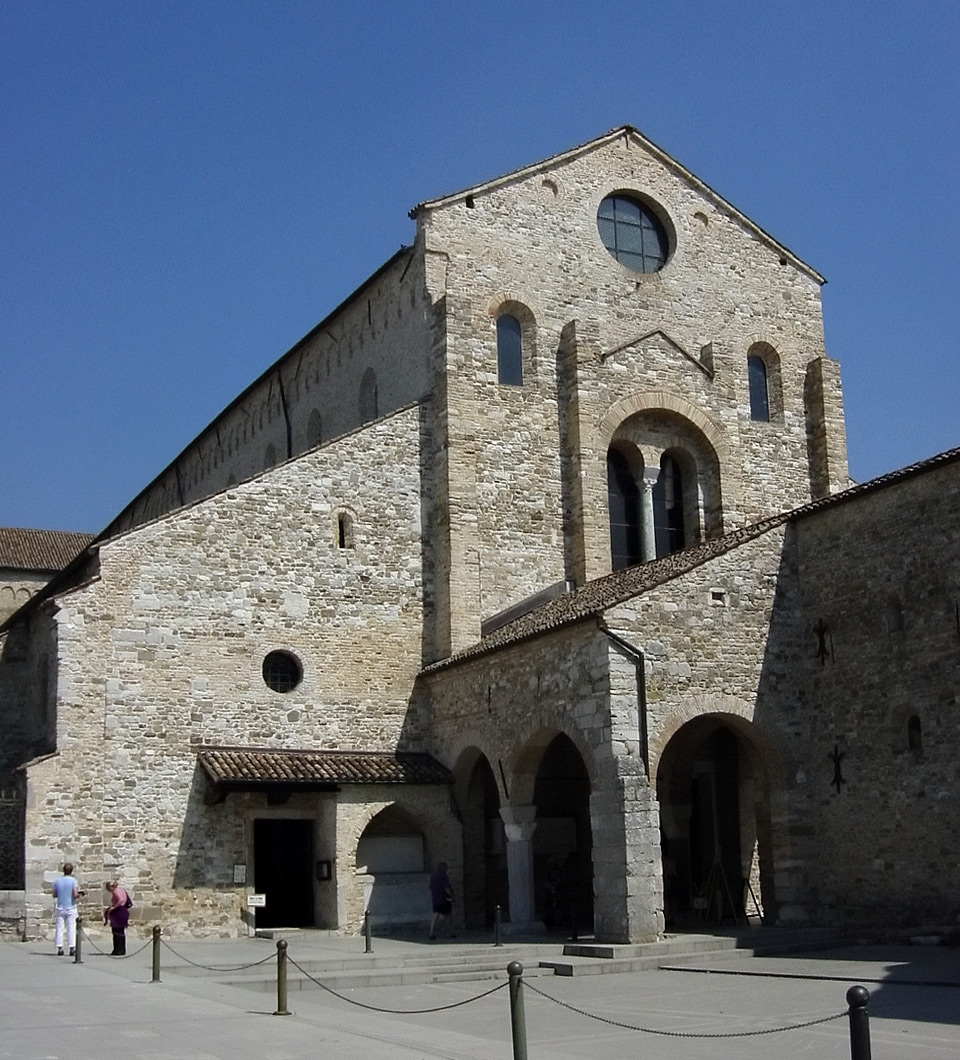
كاتدرائية أكويليا ، إيطاليا ، القرن الحادي عشر

نافذة من القرن الثامن، تقع الآن في البندقية، ومنحوتة من لوح واحد، تحتوي على مكونات متناوبة تشبه الزخرفة من مستويين من أربعة مشارط مفصولة بثلاثة أوعية. توجد العديد من النوافذ نصف الدائرية ذات الزخارف المثقوبة من القرن السادس إلى القرن الثامن، وفيما بعد في اليونان.
استمر استخدام النوافذ الدائرية الصغيرة مثل تلك الموجودة في S. Agnese و Torcello بالإضافة إلى التجاويف الدائرية المزخرفة غير المزججة في الكنائس في إيطاليا، واكتسبت شعبية متزايدة في فترة الرومانسيك اللاحقة.

اعتبر مؤرخ الفن الألماني أوتو فون سيمسون أن أصل نافذة الورد يكمن في نافذة بها وريدات ذات ستة فصوص ومثمنة تزين الجدار الخارجي للقصر الأموي خربة المفجر الذي بني في الأردن بين عامي 740 و 750 م. تقترح هذه النظرية أن الصليبيين جلبوا تصميم هذه النافذة الجذابة إلى أوروبا، وقدموها للكنائس. لكن النمط الزخرفي للورد والزخرفة بشكل مستقل موجودان بشكل كبير في بقايا العمارة المسيحية المبكرة والعمارة البيزنطية، وخاصة في الفن الميروفنجي والعمارة القوطية قبل الفتح الإسلامي لإسبانيا. ولكن أيضًا نصف الورود معروفة، كما هو الحال مع كنيسة سان خوان باوتيستا في بانيوس دي سيراتو. ندرة وهشاشة بقايا هذا الوقت لا تجعل من الممكن القول أن نافذة الورد الكاملة في الزخرفة لم تكن موجودة في أوائل العصور الوسطى.

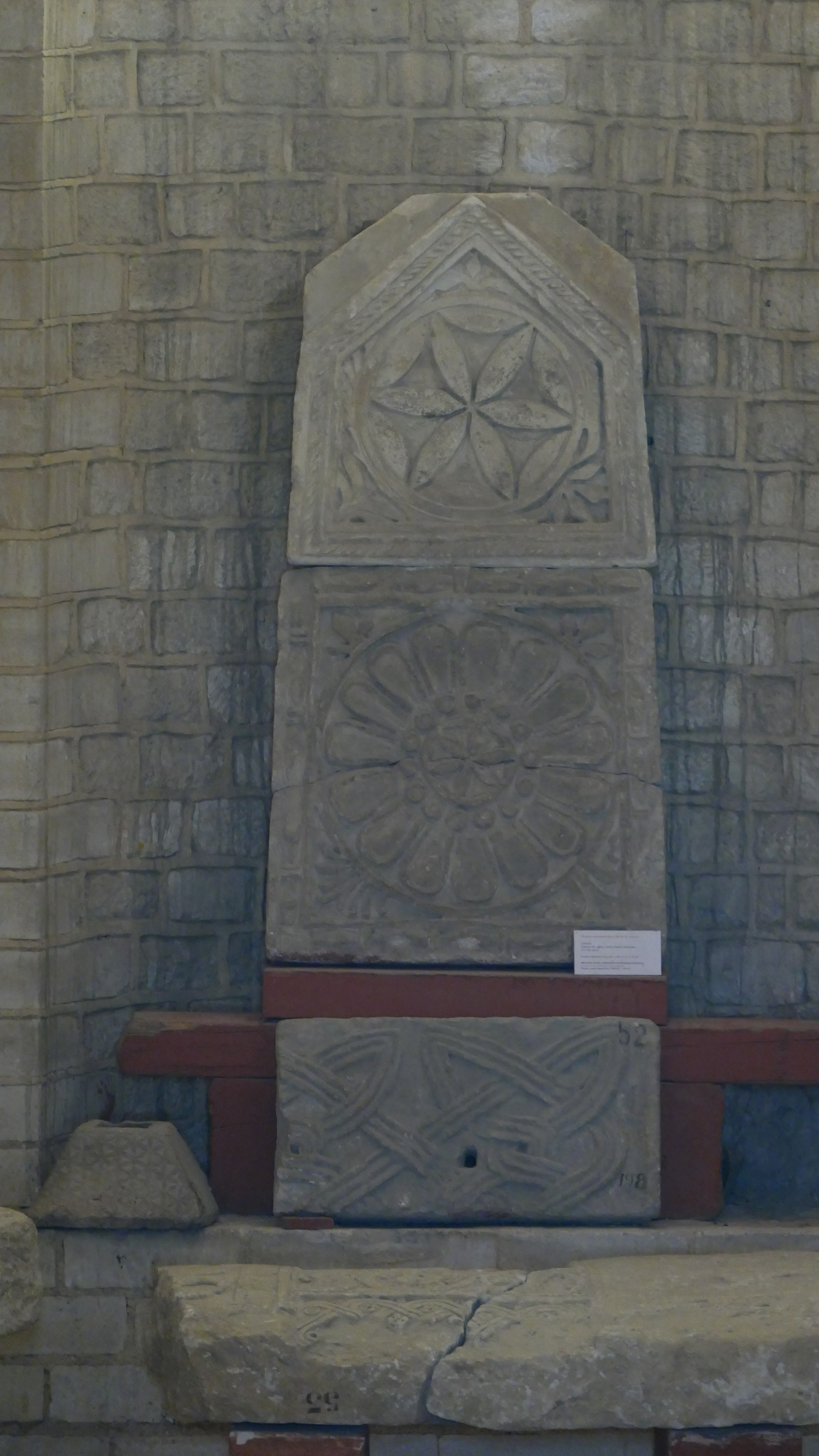
نقوش زخرفية من الرخام المعماري الميروفنجي ، القرن السادس ، معروضة في معمودية القديس يوحنا  [لغات أخرى]‏ في بواتييه
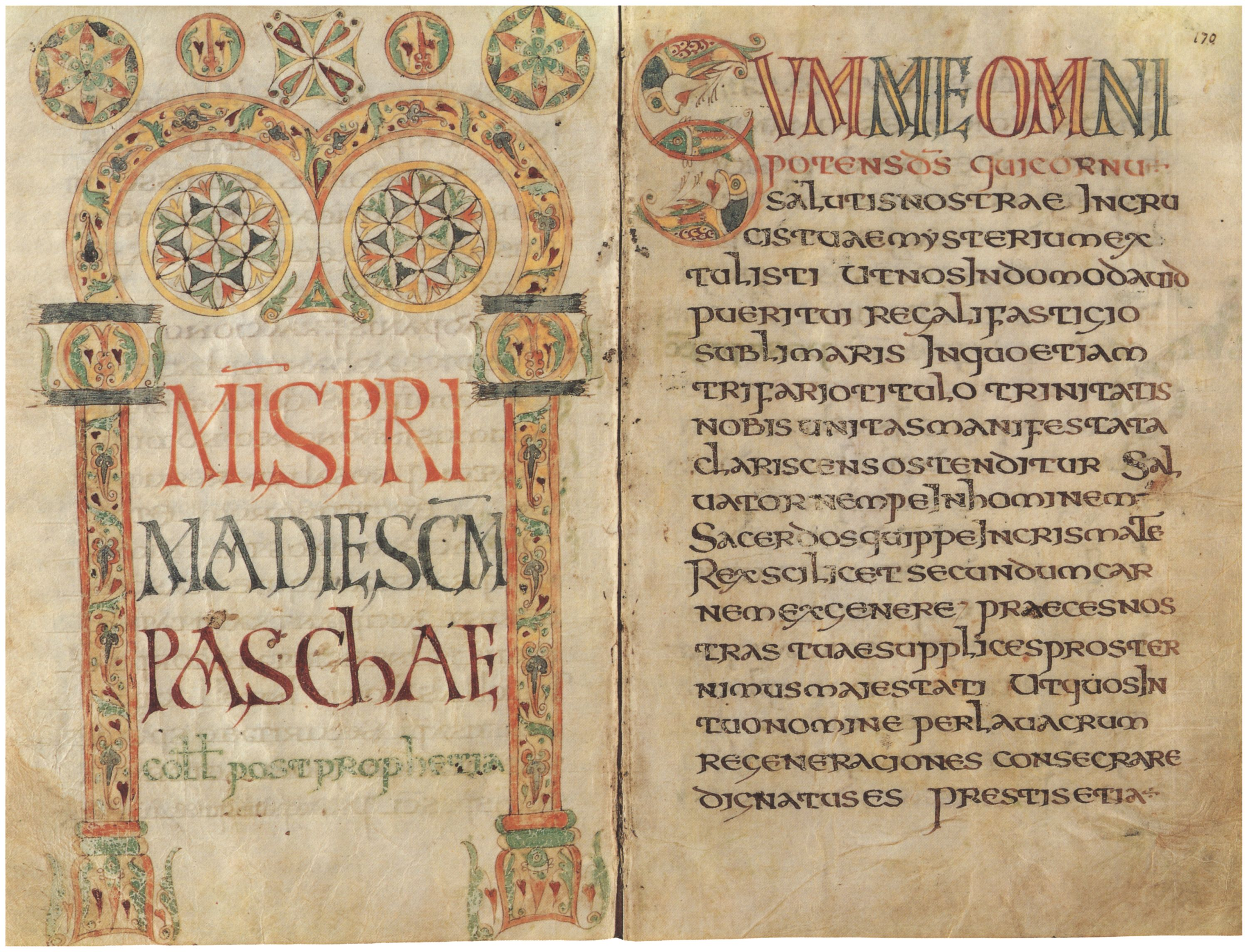
الإضاءة الميروفنجية  [لغات أخرى]‏ في Missale Gothicum ، نحو 700. الوردة الكبيرة ذات ستة فصوص  [لغات أخرى]‏
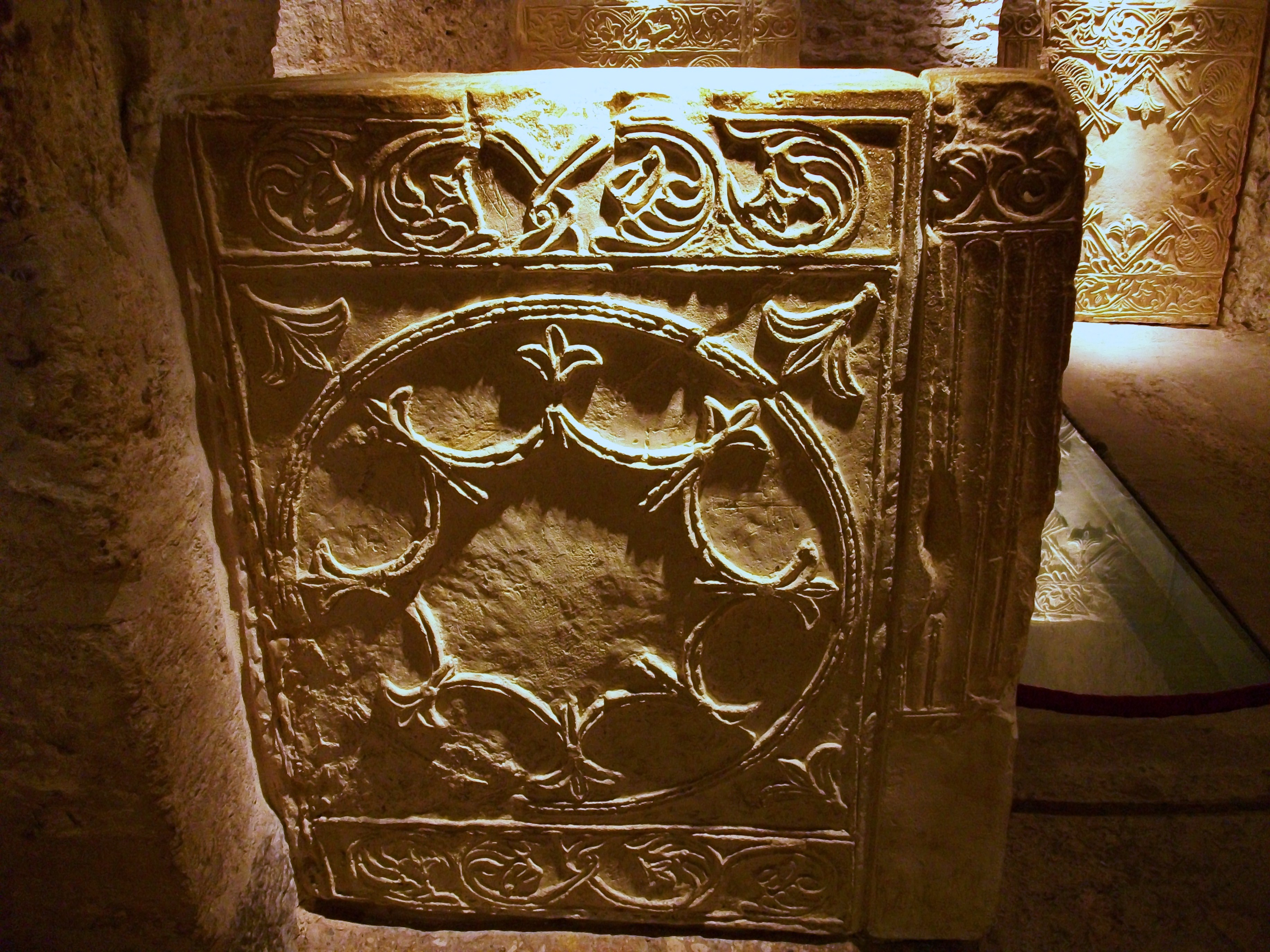
الزخرفة القوطية المشتركة. سرداب أثري في كاتدرائية فالنسيا ، القرن 6-7
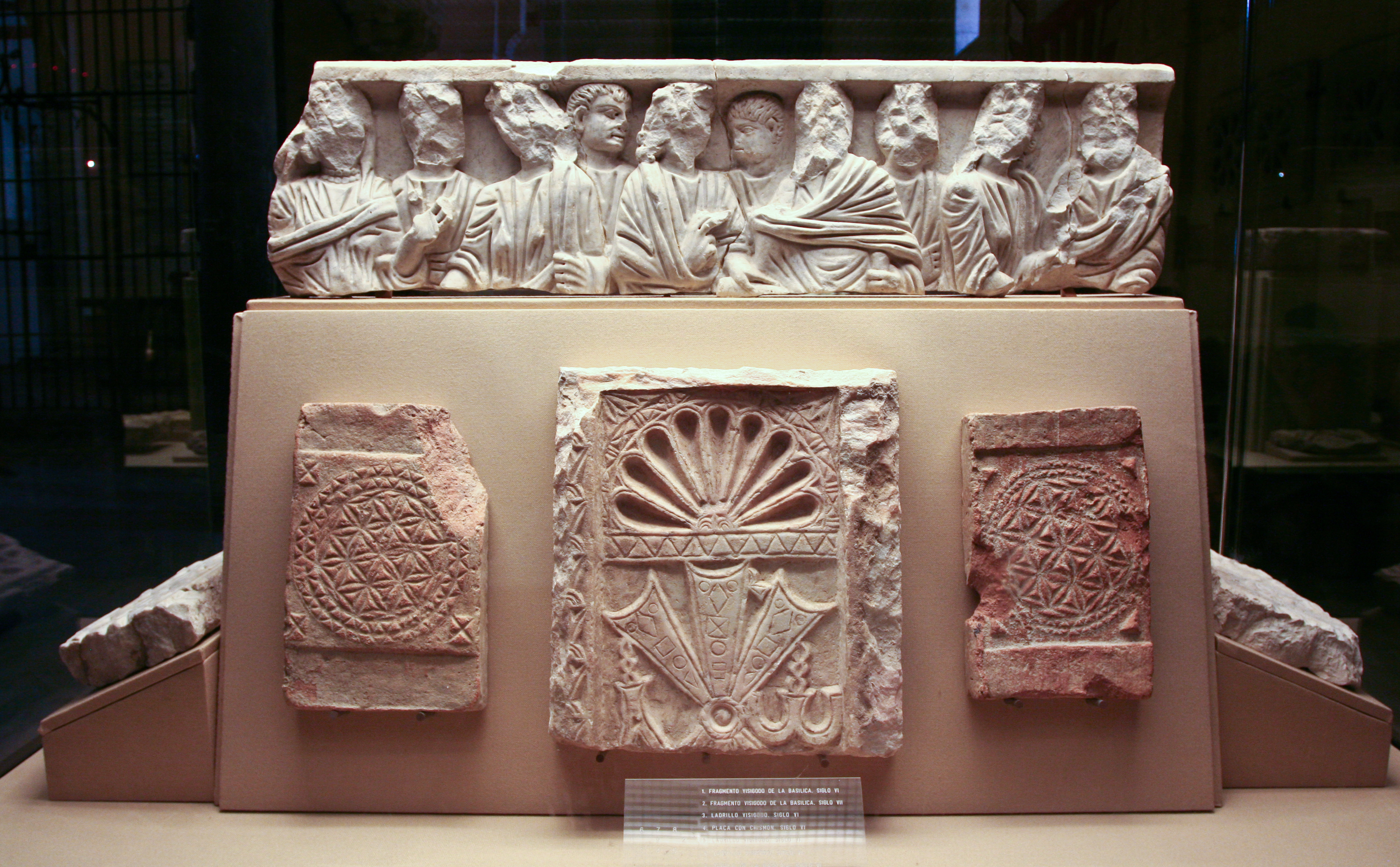
تصميم القوط الغربي من الورود ، قبل الإسلام ، من بازيليك سانت فنسنت دي ليرين في قرطبة ، القرن 6-7
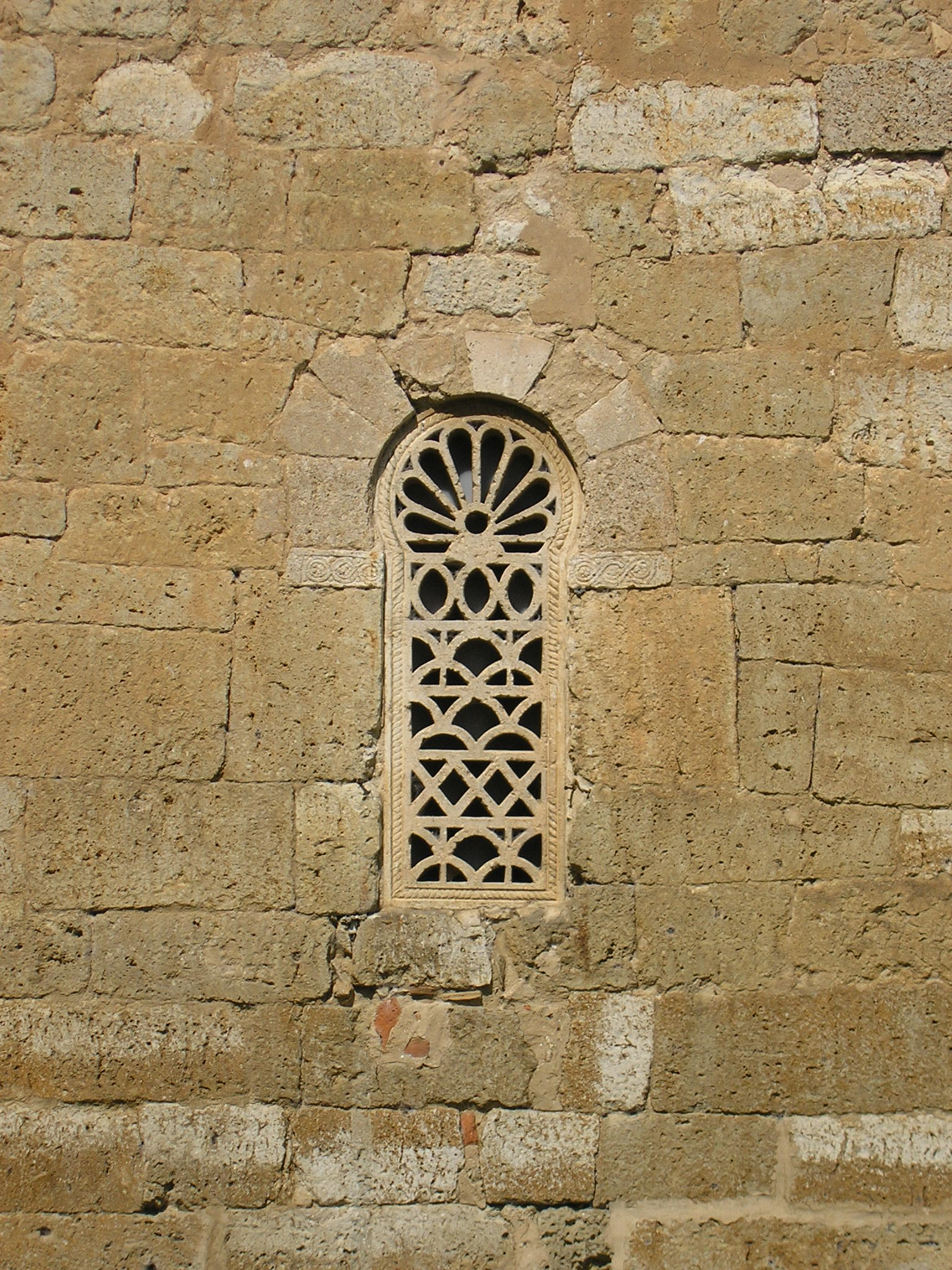
نافذة القوط الغربيين بزخارف حجرية ، لكنيسة سان خوان باوتيستا ، بانيوس دي سيراتو  [لغات أخرى]‏ ، القرن السابع

### نوافذ أوفييدو
بالقرب من أوفييدو في إسبانيا، توجد العديد من الكنائس في أواخر القرن التاسع وأوائل القرن العاشر والتي تعرض مجموعة رائعة من النوافذ التي تحتوي على أقدم الأمثلة لنوافذ الورود خارج الإمبراطورية البيزنطية. تصاميم تشبه زخارف وجدت على المنحوتات الإغاثة البيزنطية من الرخام توابيت، المنابر وكذلك رؤساء والزينة مثقوب من الشاشات ونوافذ رافينا والقسطنطينية. كنيسة سان بيدرو لها نافذة مستطيلة بزخرفة مثقوبة لدائرتين متداخلتين، الجزء العلوي يحتوي على صليب يوناني ، والنافذة مقسمة بواسطة الدوائر وأذرع الصليب إلى أقسام عديدة مثل الزخرفة «الأضواء».

وفي كنائس أخرى منها، سان ميغيل دي ليلو، هو أقدم مثال معروف للعينة الموضوعة محوريًا مع الزخرفة. توجد العديد من هذه النوافذ ذات الأحجام المختلفة، وتحدث الزخرفة على شكل صليب يوناني وشكل شبيه بتلة الصدفي، مما يؤدي إلى ظهور النوافذ ذات العجلات والورد.

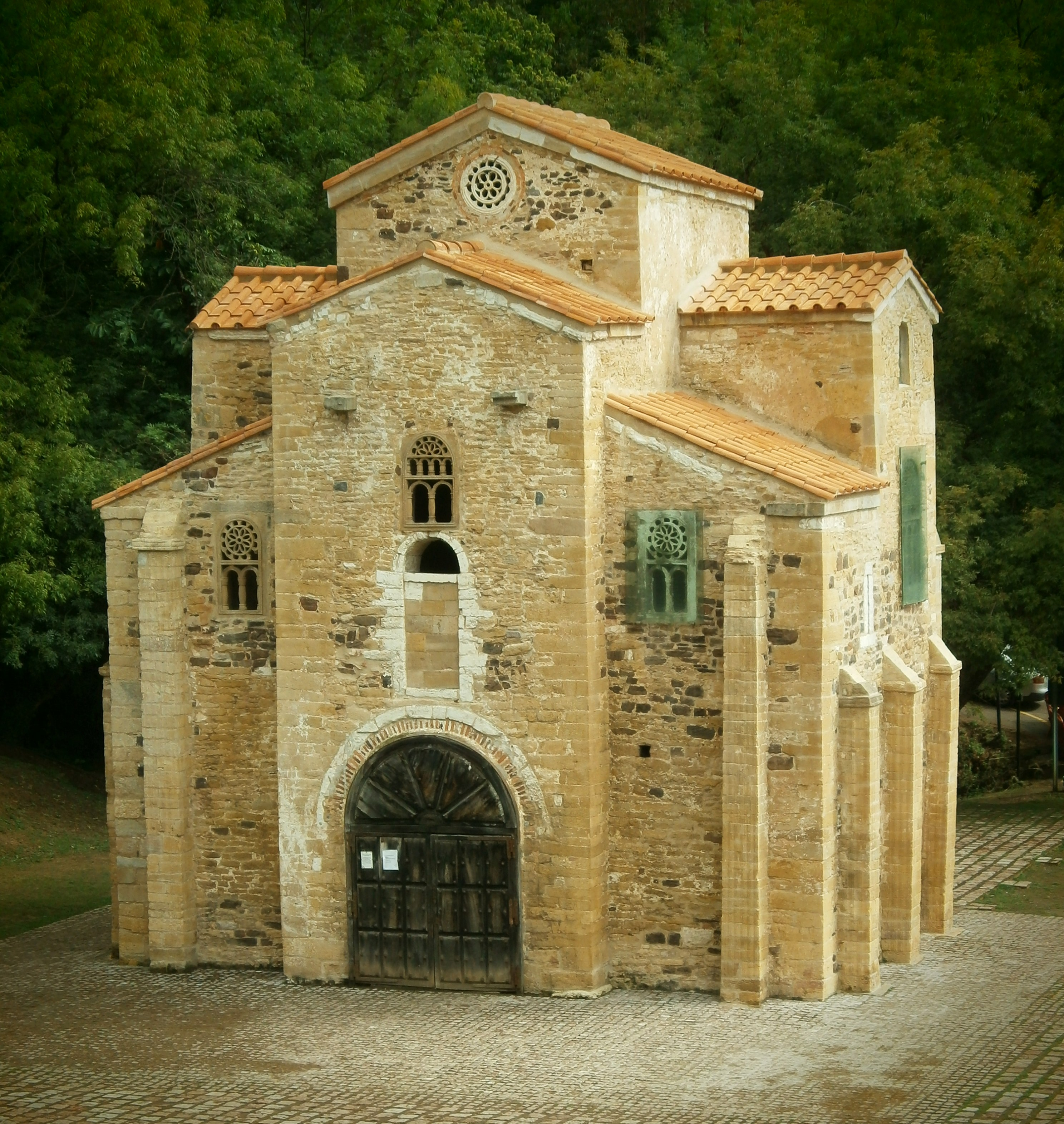
سان ميغيل دي ليلو  [لغات أخرى]‏ ، أوفييدو ، إسبانيا. نحو 850
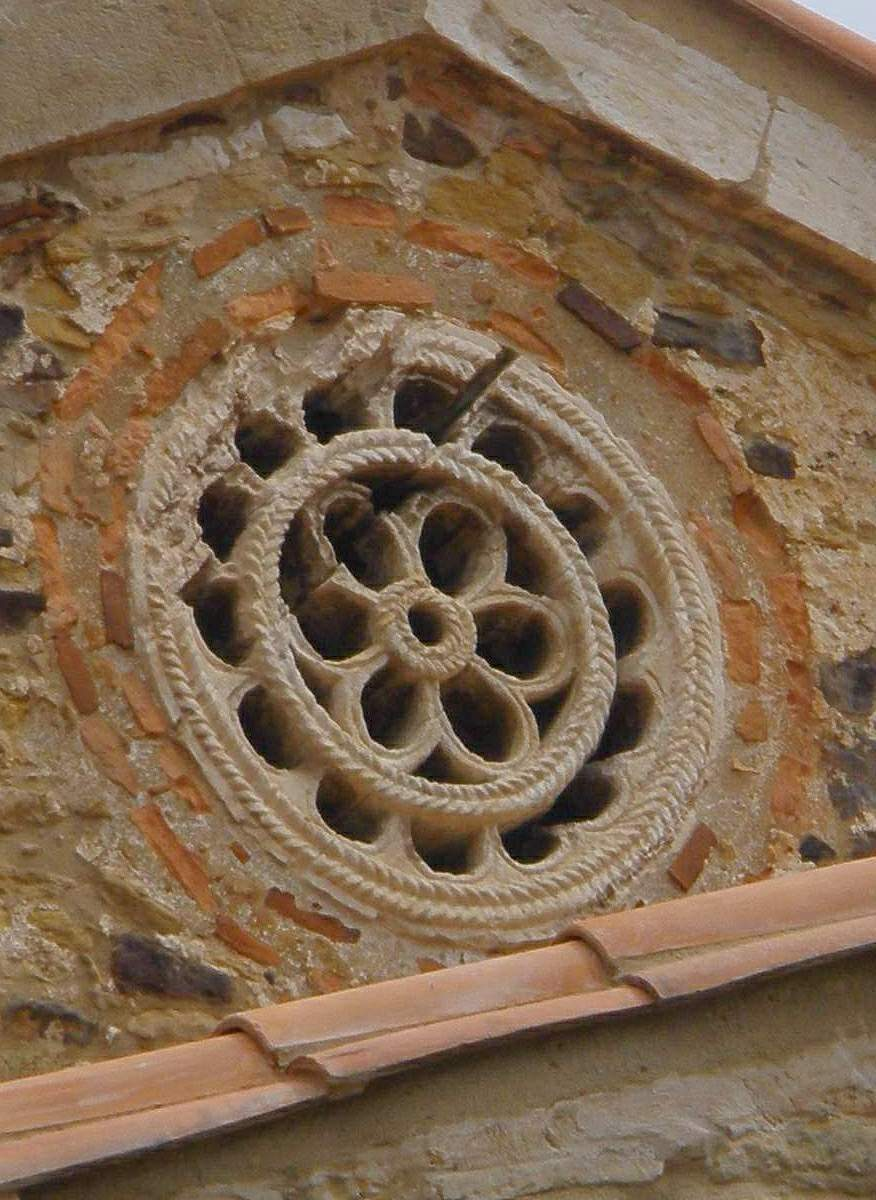
سان ميغيل دي ليلو ، التفاصيل
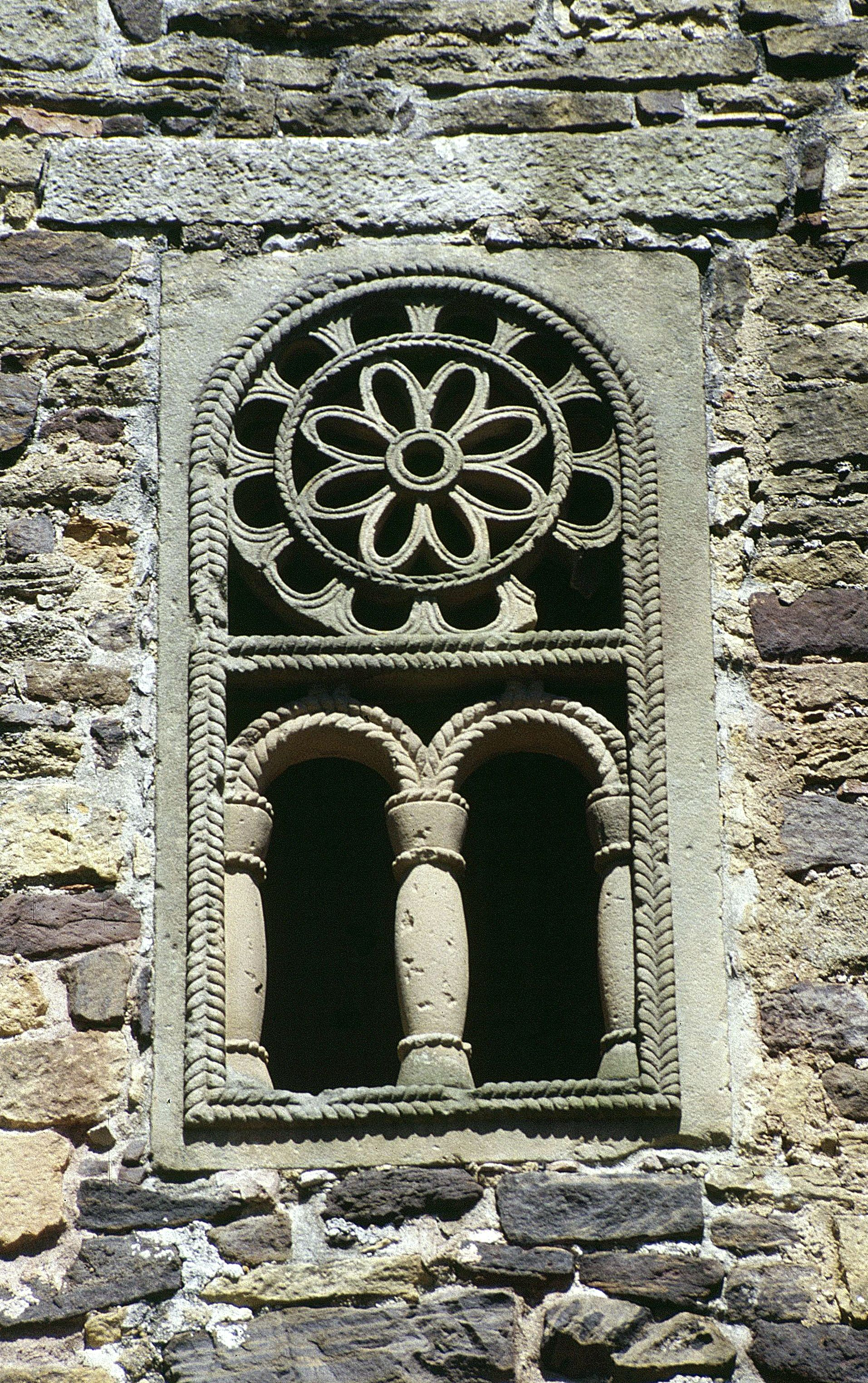
سان ميغيل دي ليلو ، التفاصيل

### نوافذ دائرية على الطراز الرومانسكي
النوافذ الدائرية والتجويفات الدائرية المزخرفة هي سمة من سمات العديد من الكنائس والكاتدرائيات الرومانية، لا سيما في ألمانيا وإيطاليا حيث كان النمط موجودًا لفترة طويلة، متداخلاً مع تطور القوطية في فرنسا ووصولها مع المهندسين المعماريين الفرنسيين في إنجلترا.
في ألمانيا، يوجد في كاتدرائية وورمز نوافذ على عجلات في النهايات البدائية لصحنها وجملوناتها، وهي تشبه إلى حد بعيد الكنيسة المسيحية المبكرة في سان أغنيسي في روما. يحتوي الطرف الغربي القاصر على نافذة عجلة مركزية مع عيون أصغر في كل وجه. تحتوي كنيسة الرسل في كولونيا على مجموعة من النوافذ المفصصة والعينية التي تشكل ميزات زخرفية في الجملونات وتحت رأس الدفة Rhenish . تحتوي القبة المثمنة الأضلاع على حلقة من الأوكولي مع اثنين في كل وجه من الوجوه المنحنية. 

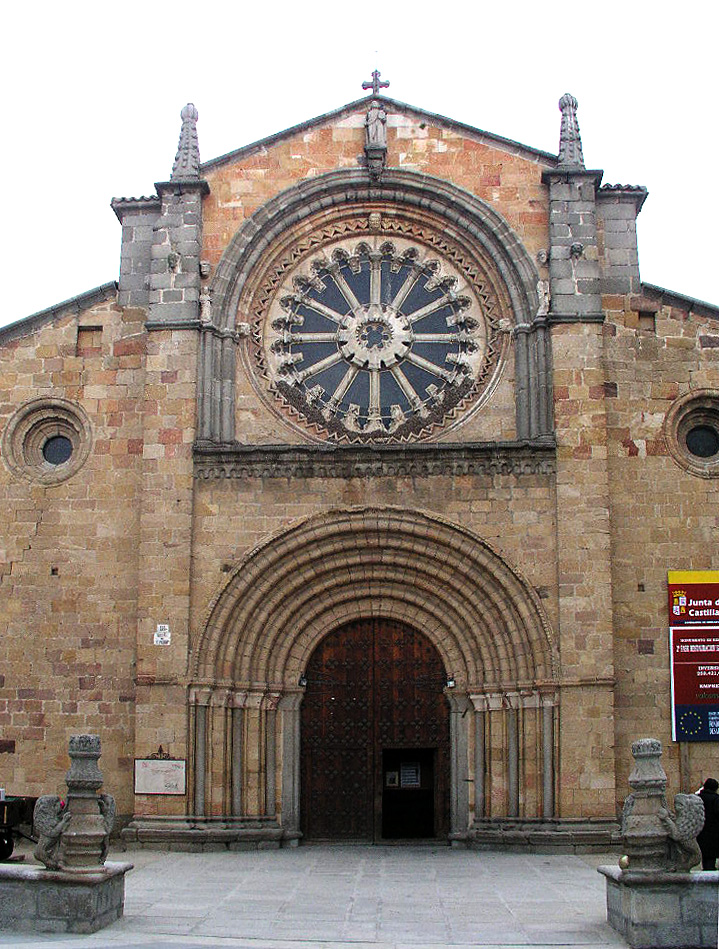
سان بيدرو ، أفيلا ، إسبانيا.

في تريبيك في جمهورية التشيك، يوجد كنيسة القديس بروكوبيوس ذات الطراز الرومانسكي التي تعود إلى القرنين الثاني عشر والثالث عشر مع نوافذ مقلوبة مماثلة لتلك الموجودة في Worms ، ولكن في هذه الحالة تمتلئ الفتحات بزخرفة من الشكل القوطي، مما يشير بوضوح إلى الانتقال إلى أسلوب جديد.
في إيطاليا، كان استخدام الزخارف الدائرية في وسائل الإعلام المختلفة سمة من سمات واجهات الكنيسة، والتي تحدث في الكنائس المسيحية المبكرة، والرومانيسكية، والقوطية، وعصر النهضة، والباروك، ومن الأمثلة المعروفة على ذلك تلك الدوائر الكبيرة في الرخام متعدد الألوان الذي يكمل النافذة المركزية الدائرية على البرتي في عصر النهضة المبكر واجهة في سانتا ماريا نوفيلا في فلورنسا. كما تم استخدام Oculi بشكل نموذجي في الأسطوانات الداعمة للقباب وكأضواء علوية في المعمودية مثمنة الأضلاع مثل تلك الموجودة في كريمونا.
تشمل واجهات الرومانيسك ذات الأوكولي سان مينياتو أل مونتي، فلورنسا، القرن الحادي عشر، سان ميشيل ، بافيا، ج. 1117 وكاتدرائية بستويا 1150. مع زيادة حجم النوافذ في فترة الرومانسيك اللاحقة، أصبحت نوافذ العجلات ميزة قياسية توجد بها أمثلة رائعة في San Zeno Maggiore و Verona وMonza Cathedral. 
على الواجهة الرومانية لكاتدرائية سبوليتو ، هناك وفرة من الأوكولي المعلقة والمكتومة التي تحيط بالسمات المركزية لنافذة وردية داخل مربع أسفل فسيفساء كبيرة من عام 1207.
توجد في إنجلترا خمسا من نوافذ العجلات الرومانية، ولا سيما تلك الموجودة في كنائس أبرشية Barfreston و Castle Hedingham.

### سانت دينيس، شارتر، مانت، لاون وباريس

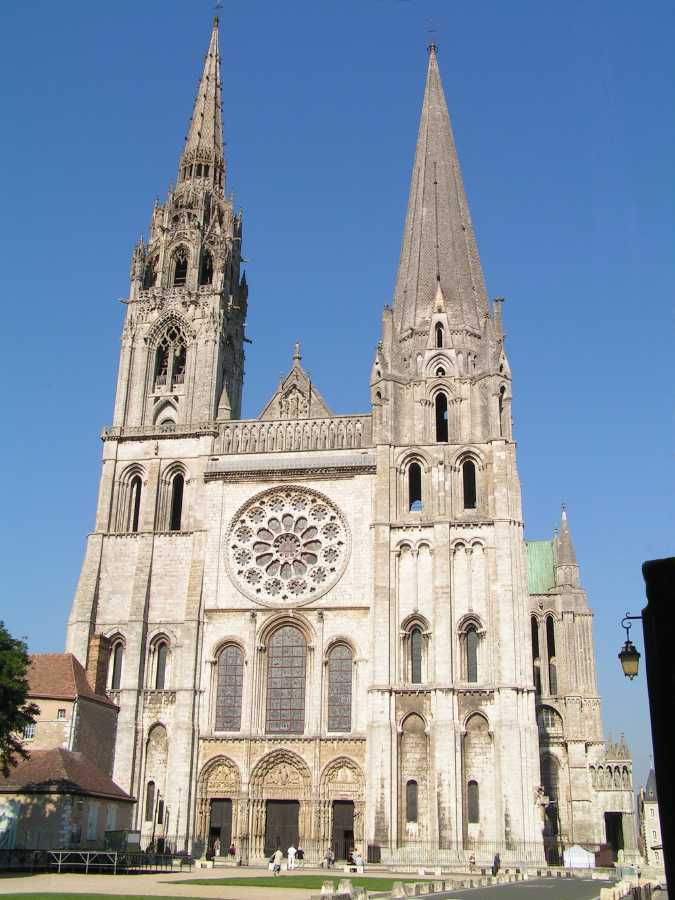
كاتدرائية شارتر

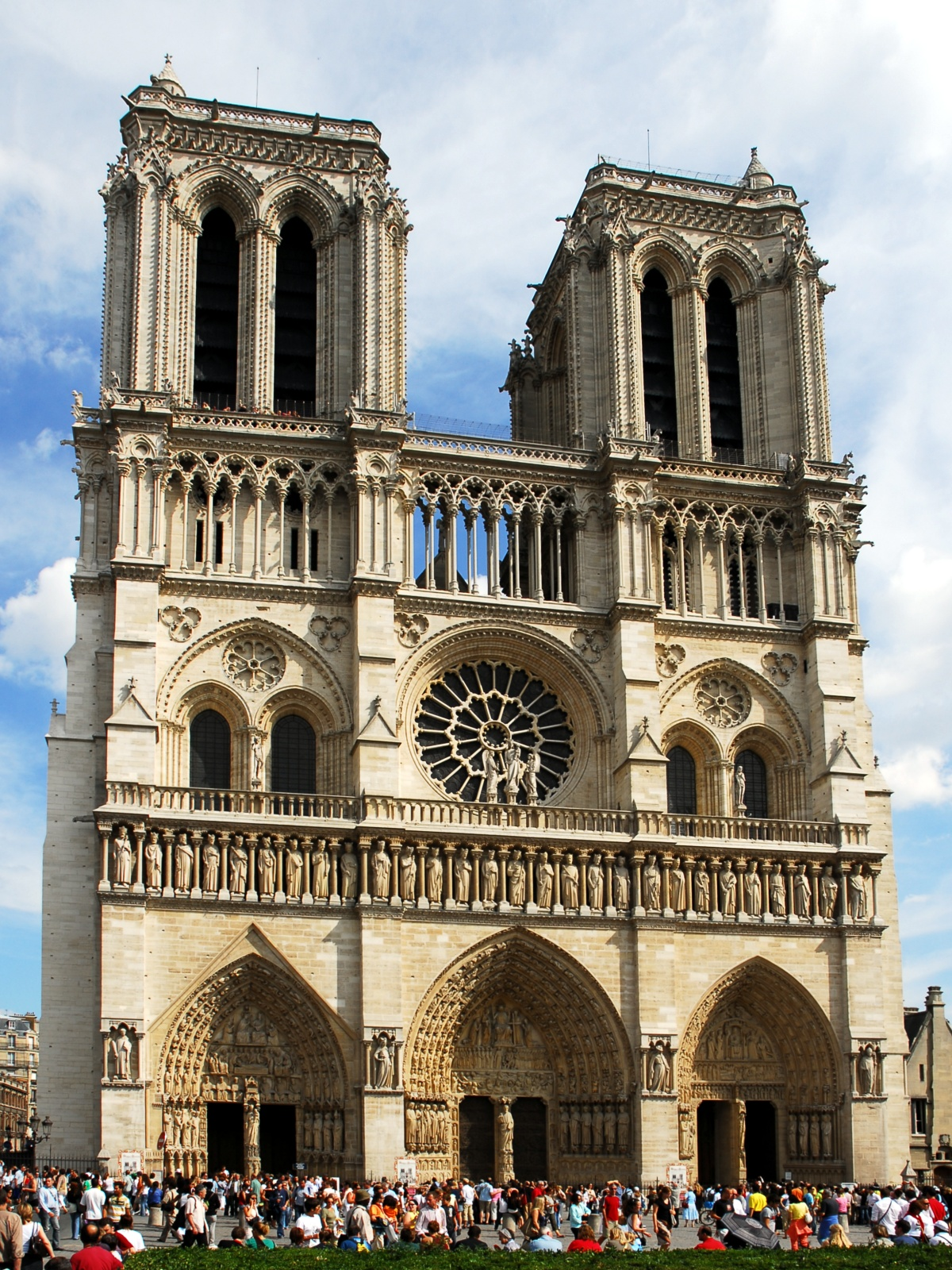
نوتردام ، باريس

لم يكن الانتقال من الطراز الرومانسكي إلى الطراز القوطي واضحا، حتى في دير سانت دينيس، في الشمال من باريس، حيث جمع أبوت سوجر، بين 1130 و 1144، السمات المتنوعة الجديدة للقوطية في مبنى واحد، وبالتالي «خلق» النمط القوطي.
نافذة الورد الأصلية لسوجر في النموذج الأولي للواجهة القوطية لسانت دينيس ربما تسبق العديد من النوافذ الدائرية المتبقية في المباني الرومانية مثل تلك الموجودة في إنجلترا، في تريبيك وسبوليتو وتلك الموجودة في الواجهة في شباير.
لم تكن نافذة سوجر القوطية مميزة في مظهرها. ولم يعد لها شكلها الأصلي، ولكن رسم منتصف القرن التاسع عشر بواسطة المرمم Viollet-le-Duc يشير إلى أنه كان يحتوي على مساحة بصرية كبيرة جدًا في المركز، والزجاج مدعوم بطوق حديدي، ومحاط بنصف دائري بسيط حدبات قطع فصوص من حجر مسطح في تقنية تعرف باسم «الزخرفة لوحة». تحتوي النافذة الآن على زخارف قوطية، ربما أضافها فيوليت لو دوك الذي كان قلقًا للغاية بشأن عدم استقرار الواجهة بأكملها، وبعد ترميم الأبراج، تم دفعه لهدم البرج الشمالي عندما هدأ فجأة.
إلى جانب النوافذ ذات العجلات البسيطة في أواخر فترة نورمان في إنجلترا وألمانيا وإيطاليا، لا تزال توجد نافذة كبيرة تعود إلى أواخر القرن الثاني عشر في كاتدرائية شارتر. تجمع هذه النافذة الرائعة بين حلية دائرية كبيرة في المنتصف مع مكابح مشعة لنافذة عجلة، محاطة بحلقة من الأضواء الصغيرة «المزخرفة باللوحات» ذات الحدود الصدفيّة. تحتوي النافذة، التي تصور الدينونة الأخيرة، على مخططها الأصلي للزجاج وتحتفظ بالكثير من الزجاج الأصلي لعام 1215، على الرغم من تعرضها لأضرار خلال الحرب العالمية الثانية.
بعد النافذة الغربية لمدينة شارتر، تم إنشاء المزيد من النوافذ القوطية الجريئة في كنيسة نوتردام الجماعية في مانتس وفي الواجهة المنحوتة ديناميكيًا لكاتدرائية لاون (والتي تحتوي أيضًا، بشكل غير عادي، على نافذة وردية في نهايتها الشرقية وكذلك في ينتهي transept). تحتوي هذه النوافذ على أضواء كبيرة محتواة في زخارف شبه دائرية، مثل البتلات المتداخلة.

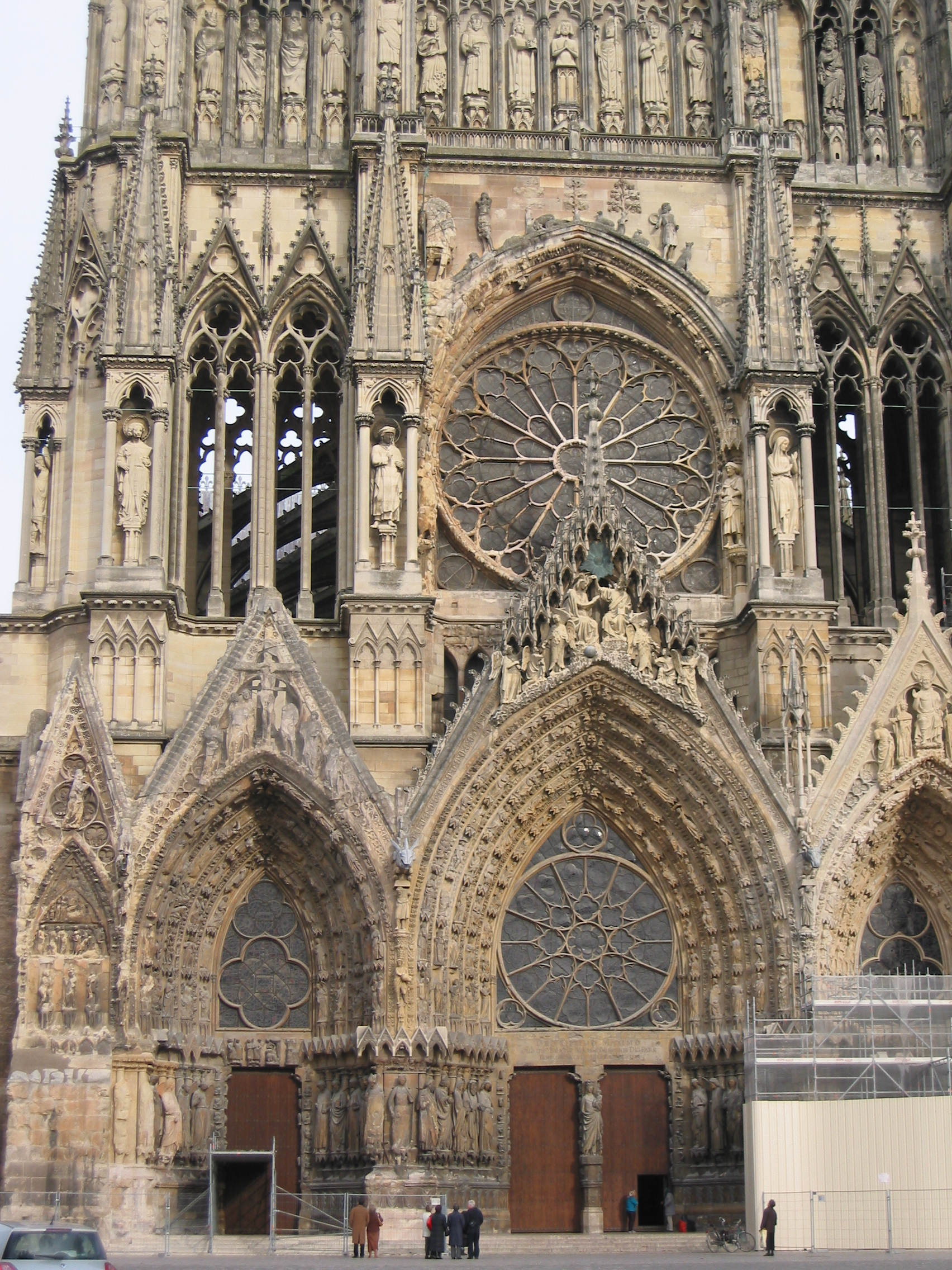
كاتدرائية ريمس ، فرنسا

تتميز النافذة المركزية للواجهة القوطية الشهيرة لنوتردام، باريس، بمظهر قوطي أكثر وضوحًا، مع شرائط في شريطين تشعان من دائري مركزي، ينتهي كل منهما بأقواس مدببة. كانت هذه النافذة، التي اكتمل بناؤها حوالي عام 1255، هي التي حددت النمط للعديد من نوافذ الورود الأخرى بما في ذلك تلك الخاصة بالمتحف في سانت دينيس والنافذة العملاقة والمعقدة في الجناح الجنوبي في نوتردام.
في شارتر، تتبع الورود الزهرية أسلوب وردة القرن الثاني عشر الأصلية، وتشرح بالتفصيل موضوع الأشكال المتناقضة. تجمع الوردة الجنوبية بين العجلة والدوائر والدوائر، بينما تقدم الوردة الشمالية أضواء مربعة تدور حول المركز، وتوضع جميعها في زوايا مختلفة، مما يخلق تأثيرًا متنوعًا لطاقة كبيرة.

### التطوير اللاحق
من مبنى شارتر، بدأت أبعاد نافذة الورود في الزيادة مع تطوير أنماط نوافذ أكثر تفصيلاً مرتبطة بالعمارة القوطية. بحلول منتصف القرن الثالث عشر، كانت الوردة قد بلغت أكبر حجم ممكن - العرض الكامل للصحن أو الجناح، كما يظهر في الورود المقوسة في سانت دينيس وباريس.
في واجهات سانت دينيس، شارتر، مانتس، لاون وباريس، وضعت الوردة تحت قوس دائري. كان التطور المهم التالي في استخدامه للأسلوب القوطي هو وضعه تحت قوس مدبب، كما حدث في Notre-Dame de Reims (بعد 1241)، في المدرجات وكذلك في الورود اللاحقة للواجهة. ربما نشأ هذا النموذج من St Nicaise المدمرة الآن، أيضًا في Reims.
غالبا ما يتم وضع نافذة الورود فوق صف من الأضواء الرأسية باعتبارها قمة التكوين ، وتم ملء الزاوية الصغيرة «الركنيات» بين الطبقة الوردية والطبقة السفلية بأضواء أصغر من شكل وردة ، كما هو الحال في ترانزيبت سانت دينيس ونوتردام .
كانت الخطوة الأخيرة في تطور النمط القوطي هي وضع الوردة في طبقة من الأضواء العمودية ذات الارتفاع المتدرج وتجاوزها بضوء مدبب مستدق بحيث أصبحت مركزًا لتكوين نافذة شاسعة تغطي نهاية المبنى بالكامل. transepts ، كما هو الحال في كاتدرائية روان أو بوفيه. يمكن أيضًا رؤية هذا النوع من التكوين المتقن في الطرف الشرقي لكاتدرائية ميلانو.
تم وضع نوافذ الورد أيضًا في نوافذ مربعة ، حيث تم ثقب الرفارف وتمتلئ بأضواء أصغر كما في باريس ، 1257، أو غير مثقوبة بالنحت ، وهو الشكل الأكثر شيوعًا في إيطاليا كما في سبوليتو وشاهد أيضًا في الجناح الشمالي من وستمنستر أبي وفي كاتدرائية ستراسبورغ (انظر الصورة أعلاه).

### أمثلة إقليمية

#### أستراليا
يحتوي عدد من الكاتدرائيات الأسترالية على نوافذ قوطية من الورود بما في ذلك ثلاثة من قبل ويليام واردل في كاتدرائية سانت ماري ، سيدني وآخر في كاتدرائية سانت باتريك ، ملبورن والتي تشكل الجزء العلوي من نافذة السبعة أضواء الكبيرة جدا من في الطرف الغربي.

#### الإكوادور
تم العثور على مثالين من النوافذ الوردية في الكنيسة الوطنية ، التي بنيت في عام 1893 وفي كنيسة سانتا تيريزا ، التي بنيت في عام 1934. الكاتدرائية في كوينكا، في جنوب جبال الأنديز ، بها نافذة ورد بارزة.

نافذة الورد لمصلى Lancing College

#### إنكلترا
في إنجلترا ، كان استخدام نافذة الورد مقصورا بشكل عام على أجنحة الكنائس على الرغم من أن نوافذ الورد ذات الامتداد الكبير شيدت في الجبهة الغربية من دير Byland وفي الجبهة الشرقية لكاتدرائية القديس بولس القديمة في لندن.
تظهر نوافذ الورد في العصور الوسطى في كاتدرائيات يورك ولينكولن وكانتربري ودورهام وأكسفورد .
يوجد في بيفرلي مينستر من العصور الوسطى مثال على نافذة عجلة قوطية مبكرة بعشرة مكبرات صوت ، ينتهي كل ضوء في شكل ثلاثي الفصوص محاط بزخرفة زخرفية للوحة.
يمكن رؤية النوافذ اللاحقة في كنيسة Abney Park Chapel غير الطائفية في لندن والتي صممها William Hosking FSA في عام 1838-1840 ؛ كنيسة الثالوث المقدس ، بارنز ، لندن ؛ سانت نيكولاس ، ريتشموند ؛ وكاتدرائية سانت ألبانز لجورج جيلبرت سكوت.
في كريست تشيرش أبليتون-لو-مورز ، يوركشاير ، يبدو أن المهندس المعماري من القرن التاسع عشر جي إل بيرسون قد استوحى منه الرمز الزهري الإقليمي للورد الأبيض. تم تصميم هذه النافذة المزخرفة بالألواح غير العادية التي يعود تاريخها إلى ستينيات القرن التاسع عشر بخمسة أقسام مزدوجة مثل بتلات وردة بسيطة من جزأين.
يُعتقد أن أكبر نافذة وردية في إنجلترا هي تلك التي تم تركيبها في كنيسة لانسينج كوليدج في عام 1978، ويبلغ قطرها 32 قدمًا. 

#### فرنسا
يوجد في فرنسا عدد كبير من نوافذ الورود التي تعود للقرون الوسطى ، والعديد منها يحتوي على زجاج قديم. في شمال فرنسا ، عادة ما تكون النافذة الوردية السمة المركزية للواجهة. عادة ما تحتوي واجهات الجناح على نوافذ وردية أيضًا. يمكن رؤية الأمثلة في نوتردام ، باريس (انظر اليسار)، بازيليكا سانت دينيس (انظر اليسار)، كاتدرائية شارتر (انظر أعلاه)، كاتدرائية ريمس، كاتدرائية أميان وكاتدرائية ستراسبورغ (انظر الصور التمهيدية.)

#### إيطاليا
في إيطاليا ، تم استخدام نافذة الورد بشكل خاص من قبل المهندسين المعماريين اللومبارديين، كما هو الحال في سان زينو في فيرونا، وفي كاتدرائية مودينا، وفي الكنائس القوطية التوسكانية مثل كاتدرائيات سيينا وأورفيتو. من الأمثلة البارزة على نافذة الورود القطعة المركزية المكونة من ثلاثة عشر شعلة للكنيسة الصغرى في لارينو، موليز (1312). البعض الآخر هم بازيليك القديس فرنسيس الأسيزي وسانتا ماريا دي كوليماجيو (1289) في لاكويلا.

#### الولايات المتحدة الأمريكية
تضم الكنيسة الميثودية الأولى المتحدة في لوبوك بولاية تكساس واحدة من أكبر النوافذ الوردية التي يبلغ قطرها 26 قدمًا ونصف. يمكن رؤية عين باروكية بدون زخارف أو زجاج ملون في سان خوسيه ميشن في سان أنطونيو، تكساس ، التي أسسها الآباء الفرنسيسكان ويعود تاريخها من 1718 إلى 1731.
أكبر نافذة وردية في الولايات المتحدة هي نافذة الوردة العظيمة فوق الأبواب الرئيسية لكاتدرائية القديس يوحنا الإلهي في مدينة نيويورك. إنه مصمم على طراز النهضة القوطية ومصنوع من أكثر من 10000 قطعة من الزجاج المعشق.
تحتوي كاتدرائية واشنطن الوطنية على ثلاث نوافذ كبيرة من الورود تمثل الخلق ، والدينونة الأخيرة ، ومجد الله.
في عام 1954، أنشأ الفنان الفرنسي هنري ماتيس نافذة زهرة Abby Aldrich Rockefeller التذكارية على الجدار الشرقي لكنيسة Union Church of Pocantico Hills ، نيويورك.

## رمزية

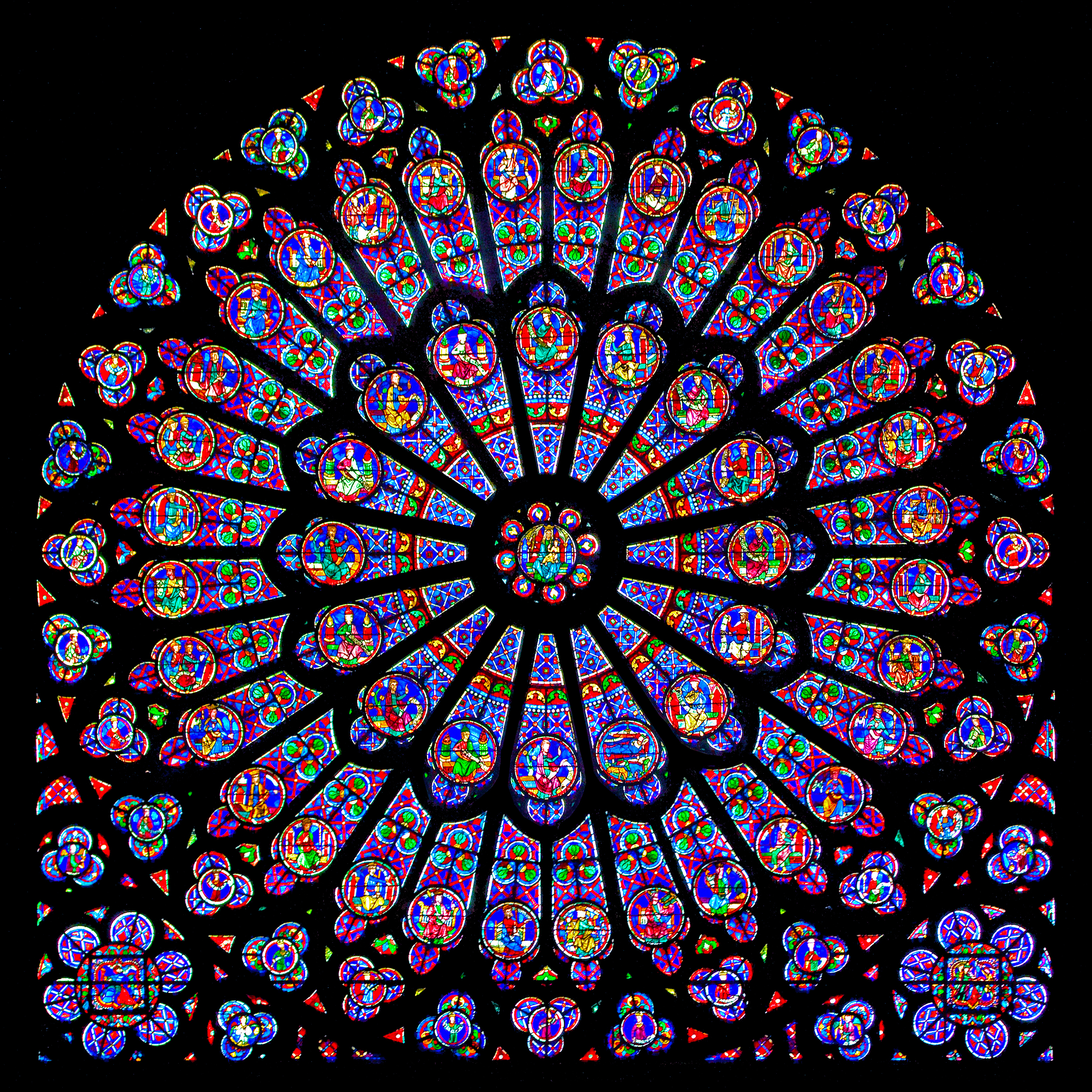
رمزية: الوردة الشمالية لنوتردام ، باريس ، في مركزها السيدة العذراء مريم والطفل المسيح في الجلالة ، محاطان بالأنبياء والقديسين.

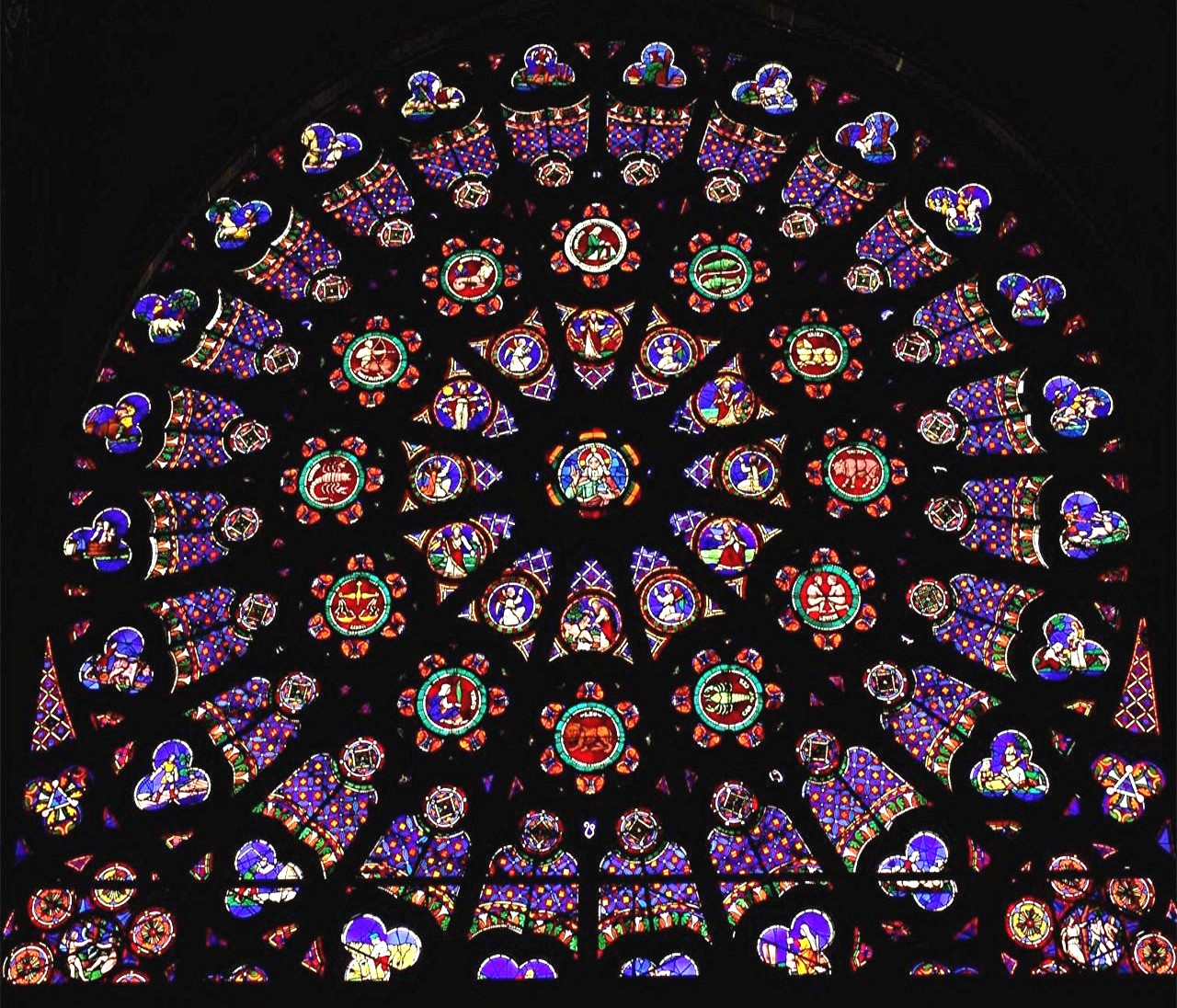
رمزية: الوردة الشمالية لدير القديس دينيس ، باريس ، تظهر الله الخالق ، محاطة بأيام الخلق ، وسام السماوات الذي يمثله الأبراج ونظام الأرض كما يمثله عمال الأشهر. في الزوايا هي سقوط البشرية.

في الكاتدرائيات والكنائس القوطية ، حيث توجد وردة غالبًا فوق الباب الغربي ، فإن الموضوع الأكثر شيوعًا للزجاج الملون الذي يحتوي عليه هو " يوم القيامة"، والذي تم تصويره وفقًا لتقليد طويل إما في جدارية أو زجاج على الجدار الغربي من المبنى. في مثل هذه النوافذ يظهر المسيح جالسًا في «نور» المركز وداخل الأضواء من حوله توجد رموز لكتاب الإنجيل الأربعة ، الرسل ، الأنبياء، القديسين والملائكة. تظهر بعض النوافذ سيادة الله على السماء والأرض من خلال تضمين علامات الأبراج وعمل الأشهر.
عندما يتم استخدام نوافذ الورد في نهايات الجناح ، فغالبًا ما يتم تخصيص إحدى هذه النوافذ لمريم بصفتها والدة يسوع. في الفكر الكاثوليكي الحديث ، غالبًا ما ترتبط نافذة الورد بالعذراء مريم لأن أحد ألقابها ، الذي أشار إليه القديس برنارد من كليرفو، هو «الوردة الغامضة». ومع ذلك ، فإن الارتباط المحدد لمريم مع نافذة الورود غير مرجح خلال فترة العصور الوسطى ، لأن مصطلح «نافذة الورد» لم يُصاغ حتى القرن السابع عشر ، وهو الوقت الذي تم فيه إنشاء عدد قليل من هذه النوافذ. ومع ذلك ، مع إحياء الطراز القوطي في القرنين التاسع عشر والعشرين ، تم تخصيص الكثير من الزجاج الملون الذي تم تركيبه في نوافذ الورد ، في كل من الكنائس الجديدة وترميم الكنائس القديمة ، لمريم العذراء.

## الخط الزمني
ملاحظة خاصة للقراءة أولاً: تشير الأنماط أدناه إلى التطورات المعمارية التي حدثت في تطور نافذة الورد.
- يُعتقد أن أصل المفهوم العام قد أتى من رومان أكولوس
  - أمثلة):
    - بانثيون ، روما (بني 113 - 125 م)

  - كانت الفسيفساء الرومانية شائعة في أنماط الورد.

### المسيحيون الأوائل (260-525 م)
- اوكولي ستايل
  - غالبًا ما تستخدم في فرنسا وإيطاليا في هذا الوقت.
  - قطرها 6 أقدام فقط تقريبًا.
  - تم تزيين بعضها بشكل متقن بزخارف منحوتة ورموز الإنجيلي. كما كان من الشائع تزيينها بصور الأسود والثيران والنسور والملائكة. مع ما يقال ، كان لدى معظمهم زخرفة قليلة أو معدومة.
  - كان الشيء الأكثر أهمية في تحديد نمط العين هو أنه من الناحية الفنية ، بالمعنى التقليدي ، لم يكن نافذة. ويرجع ذلك إلى عدم وجود زجاج يفصل داخل المبنى عن خارجه. في بعض الأحيان يكون لديهم قضبان معدنية بداخلهم.
  - كان الاعتقاد في الغرض والاستخدام هو الحصول على ضوء طبيعي داخل الهياكل.
  - أمثلة:
    - مصلى برج حيدر (298 م)
    - كنيسة القيامة (335 م)

### البيزنطية (330 - 1453 م)
- اوكولي ستايل
  - أمثلة:
    - سان جينرو (950 م)
      - تم إنشاؤها لاحقًا في الفترة البيزنطية ، وتأثرت بشدة بالفترة الرومانية التي كانت على وشك الازدهار.
- هناك تكهنات أخرى حول أصولها ، وهي أنها تأتي من الوريدات المكونة من ستة فصوص والمثمنة ، التي تزين قصر هشام (بني 740-750 م.)
- في عام 848، أصبح سان ميغيل دي ليلو أقدم مثال معروف للعينة الموضوعة محوريًا مع الزخرفة.
- خلال القرنين السادس والثامن ، كان يُعتقد أن النوافذ نصف دائرية كانت موجودة.
- في إسبانيا ، منطقة أوفييدو ، لديها بعض من أقدم الأمثلة على النوافذ الوردية خارج الإمبراطورية البيزنطية. (القرن التاسع - أوائل القرن العاشر)

### الرومانسيك (1000-1150 م)
- اوكولي ستايل
  - أمثلة:
    - كاتدرائية سيفالو (القرن الثاني عشر الميلادي)
- كانت النوافذ الدائرية الصغيرة شائعة وشائعة جدًا في هذه الفترة.
  - والسبب في ذلك هو ضعف التقدم المعماري في ذلك الوقت. في هذه المرحلة ، مع المواد الحجرية الثقيلة التي كان يفضل استخدامها ، يمكن أن تدعم النوافذ الصغيرة فقط.
- يتكهن الكثيرون بأن النافذة الوردية جاءت من Wheel a Fortune من الواجهة الشمالية لمدينة Saint-Etienna ، Beauvais في عام 1072.
- نمط نافذة العجلة
  - يشير نمط نافذة العجلة إلى الوقت الذي بدأ فيه المهندسون المعماريون في وضع الزجاج داخل هيكل العين لخلق نافذة فعلية. كان هذا بسبب عندما حاول المهندسون المعماريون زيادة قطر العين للسماح بدخول المزيد من الضوء ، أصبحت مشكلة الرياح والأمطار واضحة للغاية.
  - لقد أصبحوا معيارًا لنافذة الورد ، وأصبحوا أساسًا للأنماط الأخرى التي سيتم إنشاؤها.
  - أمثلة:
    - كاتدرائية فورمس (1110 م)
    - سانت إتيان ، بوفيه (1150 م)
    - كنائس قلعة هيدنغهام
- نمط لوحة الزخرفة
  - يشير مصطلح «الزخرفة» إلى النمط الموجود داخل النافذة نفسها. على مدار الوقت ، سوف تتطور الزخرفة وتتغير إلى ثلاثة أنماط مختلفة مختلفة: هندسية ، وزهرة ، ولهب.
  - تشير كلمة «لوحة» إلى تقنية ظهرت في القرنين الخامس والسادس في سوريا ، حيث كان الفنان يأخذ لوحًا مسطحًا واحدًا أو قطعة من الحجر وينقش معه تصميمًا كاملاً عند نحت التصاميم.
  - أمثلة:
    - كاتدرائية ستراسبورغ (1015-1439 م)
- تعتبر أول كنيسة قوطية ، كنيسة دير سانت دينيس ، وقد اكتملت في عام 1144 م ، حيث بدأت الفترة القوطية. كما أنها أول كنيسة معروفة لها نوافذ وردية من الزجاج الملون حوالي 1200 بعد الميلاد
- ظهرت النوافذ الوردية الأولى التي استخدمت القطع والزخارف المقسمة بشكل أساسي في نفس الوقت في إيطاليا في سان زينو في فيرونا ، في توسكانا وفي فرنسا في سان دوني وسانت إتيان في بوفيه. في هذا الوقت ، كان الهيكل مفيدًا مصممًا للدراما الداخلية بقدر ما كان للديكور الخارجي.
- اكتسبت نوافذ الورد شعبية كبيرة في منتصف القرن الثاني عشر.

### أوائل العصر القوطي (حوالي 1150-1250 م)
- كانت الدعامات الطائرة بمثابة «أرسل الله» المعمارية لنوافذ الورد.
  - ساعد اختراع الدعامات الطائرة في دعم الجدران الحجرية الثقيلة للهياكل. لقد سمح بوزن أقل على النوافذ ، مما سمح للمهندسين المعماريين بتكبيرها.
- تعتبر الفترة القوطية مكان ولادة نافذة الورود التقليدية «الحقيقية».
- نمط لوحة الزخرفة
  - أمثلة:
    - نوتردام دي باريس (1163 - 1345 م)
      - اعتبرت نوتردام إنجازًا معماريًا عظيمًا من نواحٍ عديدة بما في ذلك نافذة الورود. نافذة الوردة الغربية ما يقرب من 33 قدم بقطر مع شبكة عنكبوتية مثل الإطار للحصول على دعم كبير. كما أن لديها أعلى نسبة من الزجاج والحجر مقارنة بأي نافذة ورود أخرى.
      - في عام 1225، بدأت نوتردام في إجراء تعديلات على طابقها الرابع ، فبدلاً من ثلاثية التريفوريوم ، كانت هناك عين على شكل وردة تسقط الضوء على السطح.

    - استخدمت كنيسة مانتس الجماعية التي كانت متشابهة في التصميم ولكنها أصغر في الحجم أيضًا نوافذ أوولي للإضاءة.
    - كاتدرائية لينكولن (1185 - 1311 م)
- حول الفترة القوطية ، أخذ نمط النافذة منعطفًا من شكل يشبه «العجلة» إلى شكل مزهر أكثر تعقيدًا.
- على الرغم من أنه لا يمكن أن يكون معروفًا على وجه اليقين عندما حصلت نافذة الورود على اسمها ، يُعتقد أن تسمية النافذة حدثت في أوائل القرن الثالث عشر.
- يُعتقد أن زيادة شعبية السيدة العذراء مرتبط بنوافذ الورد التي اكتسبت اسمها واكتسبت شهرة أيضًا.
- تم اختراع منتج بالفعل في العصور الوسطى ، ولم يظهر الزجاج الملون إلا في نافذة الورود في كنيسة دير سانت دينيس. ومع ذلك ، فقد بدأت تصبح أكثر شيوعًا في الجزء الأول من القرن الثالث عشر الميلادي ، وغالبًا ما يتم التبرع بالمال الخاص بالزجاج من قبل الأثرياء.
  - كان الزجاج مستأجرًا ليكون داكنًا وغنيًا بالألوان.
  - كانت مجموعة الألوان الأكثر شيوعًا هي أنماط اللون الأزرق والأحمر.
- نمط شريط الزخرفة
  - يسمح شريط الزخرفة باستخدام المزيد من الزجاج في النوافذ ، مما يؤدي إلى إنشاء عمل فني أكثر إبهارًا من الناحية المرئية.
  - في عام 1211، اشتهرت كاتدرائية ريمس بكونها أول كاتدرائية قوطية تستخدم زخارف البار ذات النوافذ الوردية.
- إلى جانب ذلك ، ظهرت لاحقًا في فن Rhenish حوالي عام 1200، ولم يتم استخدام النافذة الدائرية تقريبًا في العمارة الرومانية ولم تُعتبر أبدًا مهمة للإضاءة.
- الطراز القوطي المبكر
  - أمثلة:
    - كاتدرائية لاون (القرنان الثاني عشر والثالث عشر بعد الميلاد)
      - 1180-90 حددت تاريخ نافذتين وردتين كبيرتين كانتا مكونتين من عدة رقائق متعددة متجاورة. برزت هذه بشكل خاص لأهميتها في الإضاءة الداخلية.
      - حوالي عام 1205، تمت ترقية جوقة كاتدرائية لاون لتضم أيضًا نافذة وردية كبيرة مقسمة إلى أجزاء (قضبان فاصلة رفيعة). إلى جانب بعض النوافذ الطويلة الأخرى ، كان هذا يعتبر أحد أعظم الأمثلة على الفن القوطي من أوائل القرن الثالث عشر.
- من القرن الثاني عشر حتى أوائل القرن الثالث عشر ، أصبح The Last Judgement موضوعا شائعا في نوافذ الورود.
- نمط رايونانت القوطي
  - بدأ هذا ثورة النوافذ الوردية ، بمعنى أنه لا توجد كنيسة أو كاتدرائية قوطية كاملة بدون واحدة. أصبحت نوافذ الورد جزءا قياسيا من العمارة القوطية. مع الرغبة الشديدة في الحصول على نوافذ وردية في كل مكان ، جاءت المراجعات المختلطة للحرفية والتصميم ، مقارنة بالعصور السابقة.
  - من المحتمل أن يكون النمط معروفًا بتركيزه على عرض المزيد من الزجاج في النوافذ الوردية.
- نمط منحني
  - الأصل من إنجلترا.
  - بالمقارنة مع الأنماط السابقة ، يعتبر النمط Curvilinear أحد أكثر تفسيرات التصميم تجريدًا وغير تقليدية لنافذة الورد.
  - أمثلة:
    - Boyton in Wiltshire (القرن الثالث عشر الميلادي)
- نمط قوطي لامع
  - يشير الاسم إلى اللهب مثل الشكل والتصميم داخل الزخرفة المزخرفة.
  - أمثلة:
    - سانت شابيل (1242-1248 م)
    - كاتدرائية سينس (1490)
      - أحد أروع الأمثلة على الأسلوب المتوهج الذي أتقنه مارتن شامبيج.

    - كاتدرائية بوفيه (1500)
      - تم إنشاؤه أيضًا بواسطة Chambiege وعلى الرغم من أنه مذهل بصريًا ، إلا أنه لم يتم تنفيذه أيضًا.

### القوطية العليا (حوالي 1250-1375 م)
- بدأت لأول مرة في فرنسا وحوالي عام 1260، وانتشرت في جميع أنحاء أوروبا. كانت الفترة القوطية تعتبر «العصر الذهبي» للهندسة المعمارية.
- هناك العديد من الأشياء التي تتسبب في انتشار نافذة الورود بسرعة كبيرة في جميع أنحاء أوروبا ، مثل. . .
  - زيادة سلطة الدين.
  - نمو الاقتصاد في ذلك الوقت.
- كان لتصميم الإطار المعقد للنوافذ الوردية مبدأين أساسيين للتصميم خلال هذه الفترة:
  - Ad التربيعية
  - «التدبير الصحيح» أو «اثنان لواحد»
- يعد استخدام الفراغات في التصميم الهندسي للنوافذ الوردية فرقًا محددًا بين أنماط Rayonnant و Famboyant.
- عمليا كل نافذة وردة تحتوي على نجمة واحدة على الأقل. يمكن أن يكون النجم حرفيا أو يمكن تضمينه في أعمال التصميم.
- كانت شجرة يسوع موضوعًا شائعًا في نوافذ الورود خلال القرنين الثاني عشر والثالث عشر.
- نمط منحني
- نمط لوحة الزخرفة
- نمط شريط الزخرفة
- نمط رايونانت القوطي
  - أمثلة:
    - نوتردام دي باريس (1163 - 1345 م)
- نمط قوطي لامع
  - أمثلة:
    - كاتدرائية لينكولن (1185 - 1311 م)
    - كاتدرائية بوفيه (1272 م)
    - كاتدرائية أميان (القرن الثالث عشر الميلادي)

### القوطية العالمية (حوالي 1375-1450 م)
- بدأ الزجاج المعشق في هذا الوقت في أن يكون أكثر رسما.
  - لإضفاء إحساس أفتح ومساحة ، غالبا ما يتم استخدام الألوان مثل الأصفر والأخضر.
- نمط لوحة الزخرفة
- نمط شريط الزخرفة
- نمط رايونانت القوطي
- نمط قوطي لامع

- تتميز هذه الفترة بالزيادة في سرد القصص باستخدام الصور السردية.
- على الرغم من إزالة العديد في وقت لاحق في القرن التاسع عشر ، أصبح رمز البروج أيضًا عنصر تصميم متكررًا في نوافذ الورد في هذا الوقت.
- اوكولي ستايل
  - أمثلة:
    - مصلى بازي (1429-1443 م)
- نمط عصر النهضة
  - بدأ هذا في توقف النمط القوطي وبدلا من ذلك بدأ تجديد أسلوب الفن الكلاسيكي.
  - السمة المميزة لأسلوب عصر النهضة هي استخدام ferramenta بدلا من الزخرفة الحجرية.
  - كان إنشاء أشكال مجردة داخل نوافذ الورود سائدًا بشكل خاص في هذا الوقت.
  - أمثلة:
    - كاتدرائية إشبيلية (1536 م)
- نمط لوحة الزخرفة
- نمط شريط الزخرفة
- نمط رايونانت القوطي

### الباروك (1600-1725 م)
- أسلوب الباروك
  - كان من الشائع في هذا النمط استخدام الأشكال المعقدة الدائرية والبيضاوية والطبيعية؛ ليس فقط الأشكال الدائرية.

### الكلاسيكية الجديدة (1760 - 1830 م)
- اوكولي ستايل

### النهضة (منتصف القرنين التاسع عشر والعشرين الميلاديين)
- كان هذا وقتا للترميم وإعادة إنشاء وإنشاء الكاتدرائيات ، المستوحاة من التصاميم القديمة.
- انتشرت هذه الظاهرة في جميع أنحاء أوروبا وانتشرت بشكل خاص في بريطانيا وفرنسا وألمانيا.
- نمط لوحة الزخرفة
- نمط شريط الزخرفة
- نمط نافذة العجلة
- نمط قوطي لامع
- نمط عصر النهضة
- نمط رايونانت القوطي
  - كان الزخرفة الوردية ذات شعبية كبيرة.

### الحديث (1860–1970 م)
- من المتوقع أن الفترة الحديثة لنوافذ الورد هي استمرار لفترة النهضة السابقة.
- الطراز الحديث
  - غالبًا ما يتم تفسير تصميم الوردة نفسها بشكل تجريدي للغاية باستخدام الزجاج الملون بالإضافة إلى أنواع جديدة من الزجاج مثل dalle de verre.

كان للنافذة الوردية زخارف فاخرة بشكل لا يصدق ونفذت أنماطًا رائعة بشكل مذهل مما جعلها مبدعة.

## المعارض

### معرض يعرض قوالب حجرية وزخرفة

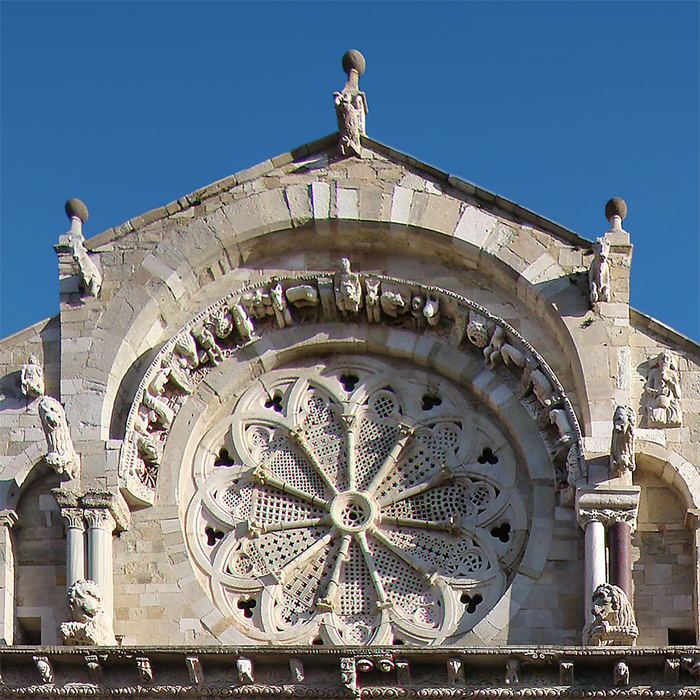
إيطاليا ، ترويا ، كاتدرائية سانتا ماريا أسونتا  [لغات أخرى]‏ (1093-1125).
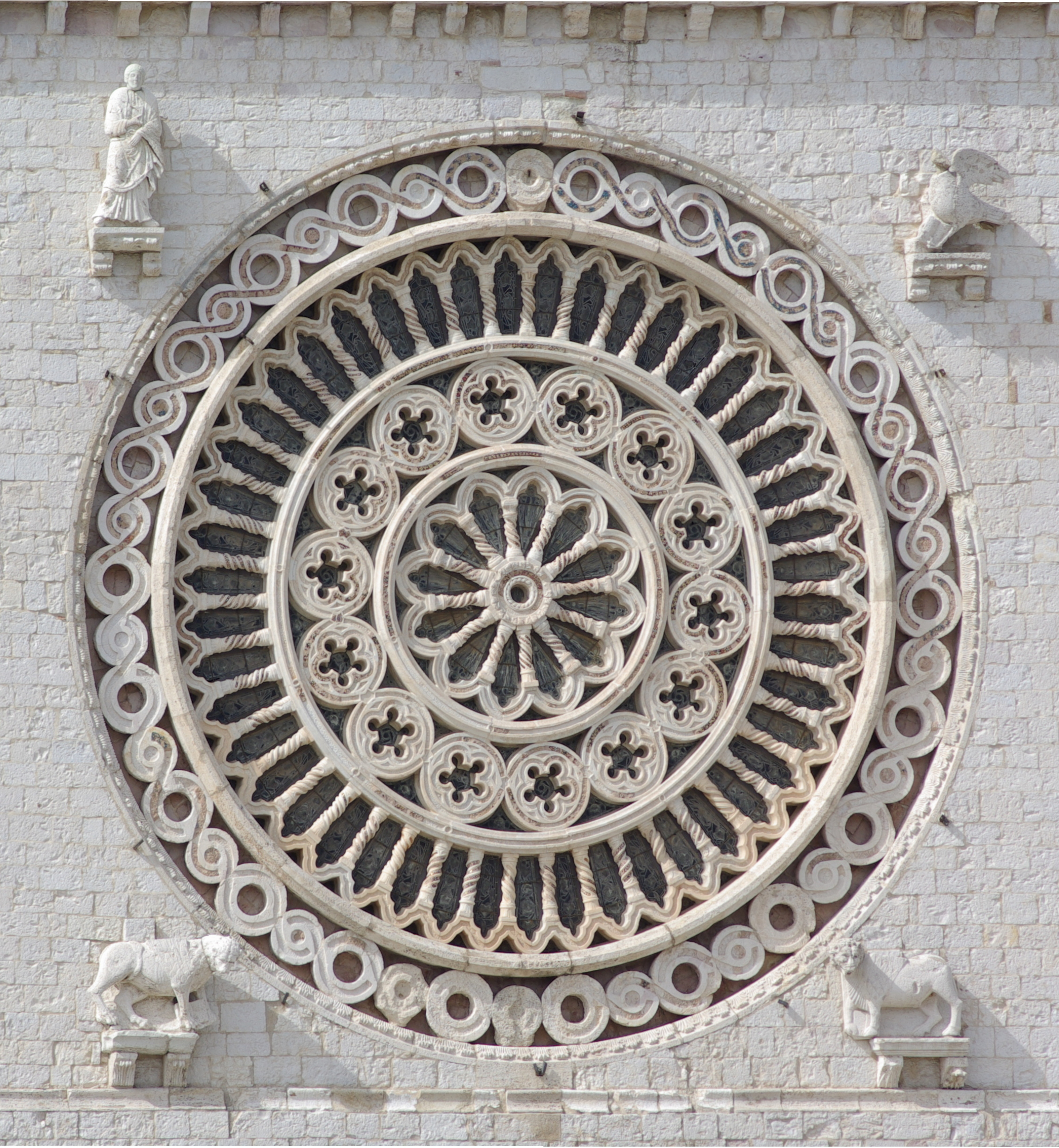
إيطاليا ، كنيسة سان فرانسيسكو دي أسيزي (1228-1253).
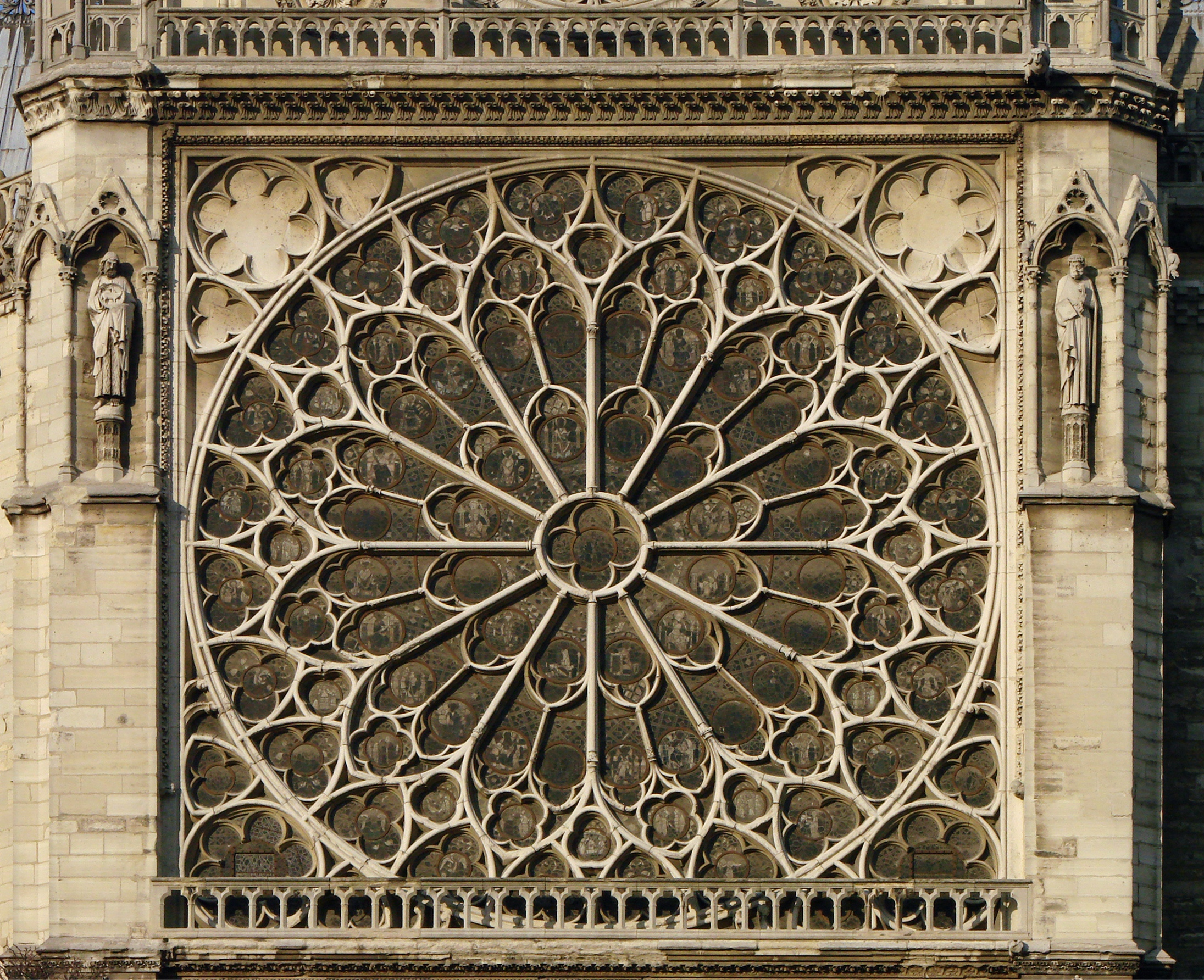
فرنسا ، نوتردام دي باريس (1250-1260).
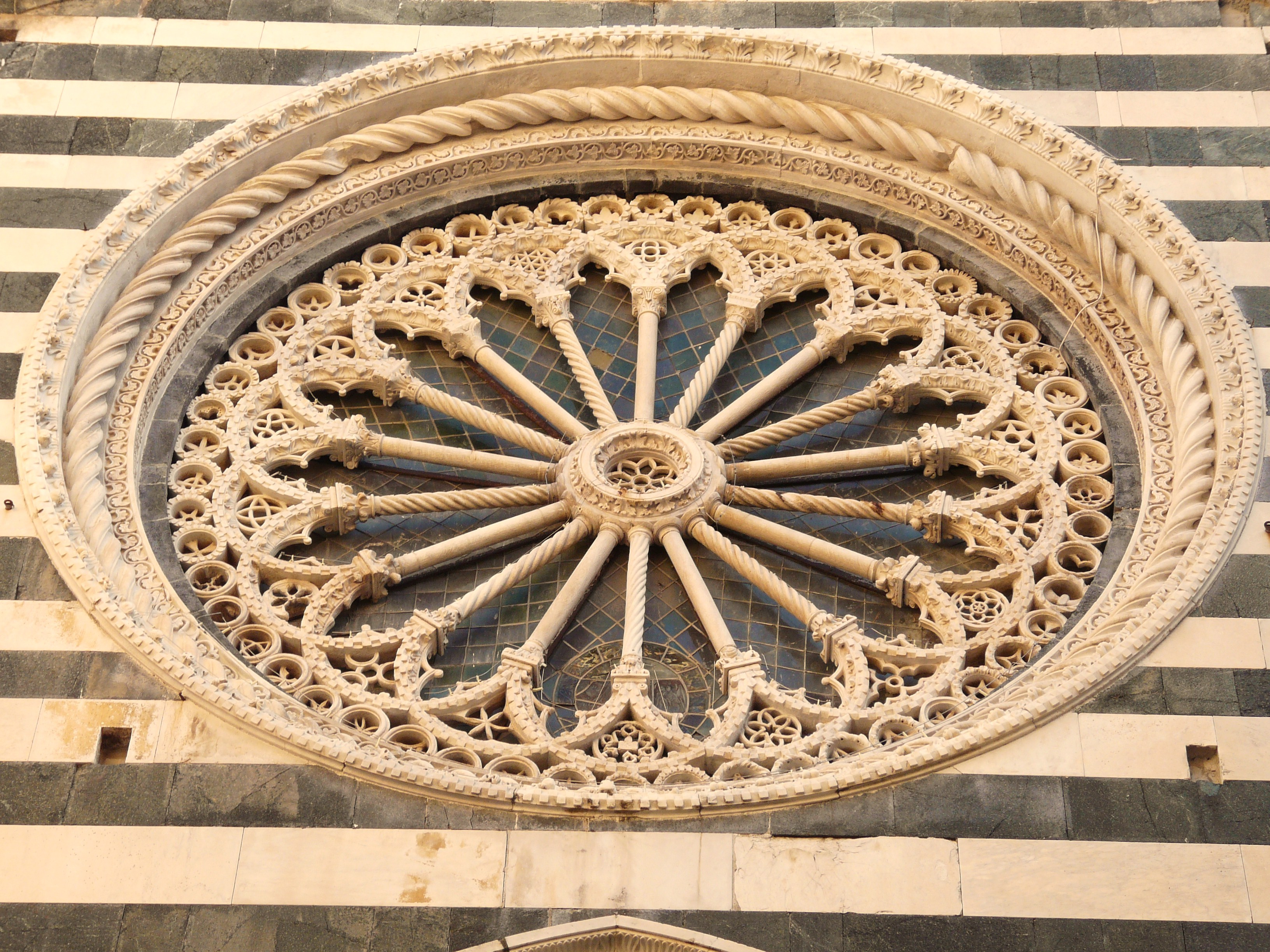
إيطاليا ، مونتيروسو الماري ، كنيسة القديس يوحنا المعمدان (1282-1307).
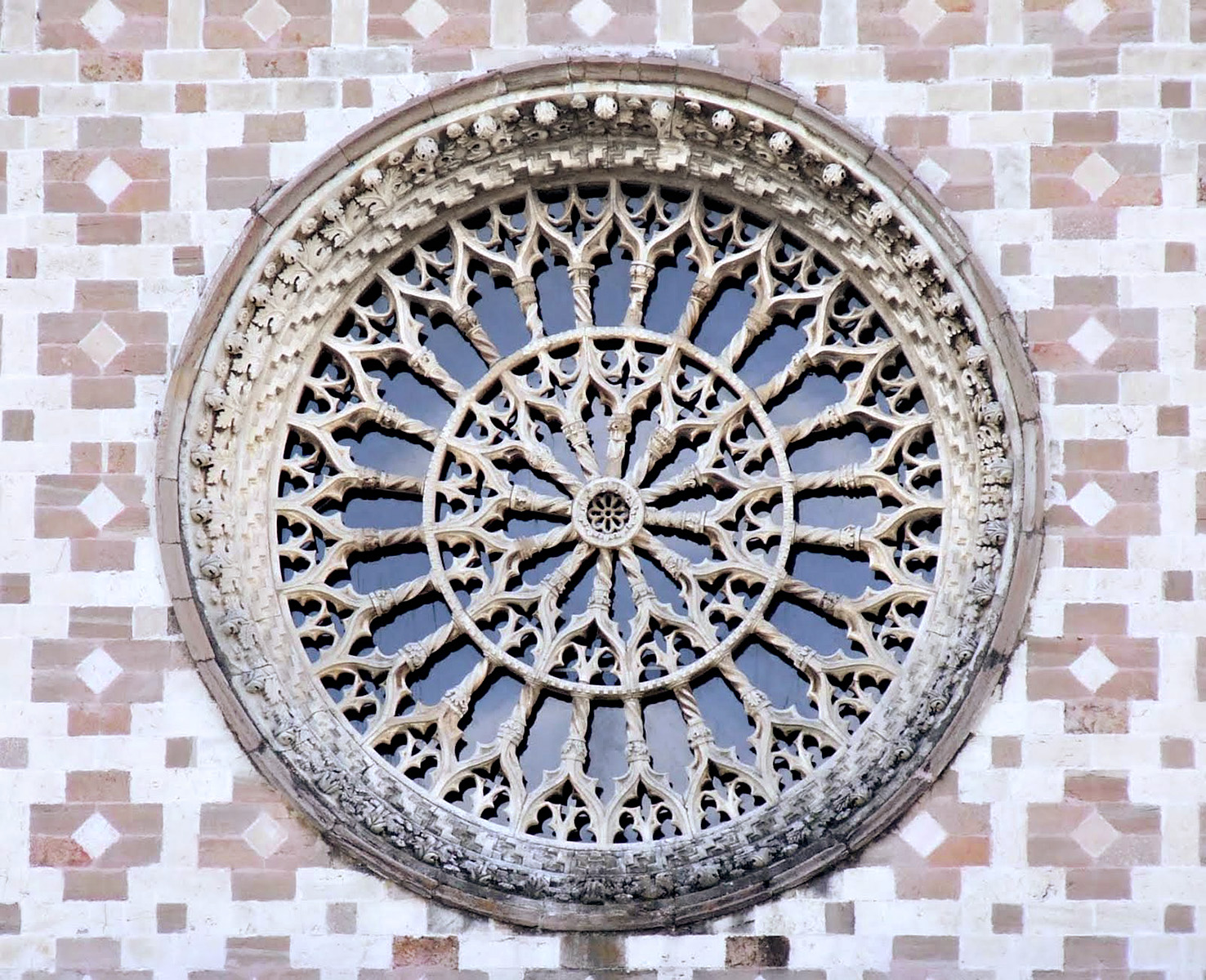
إيطاليا ، لاكويلا ، بازيليك سانتا ماريا دي كوليماجيو (1287).
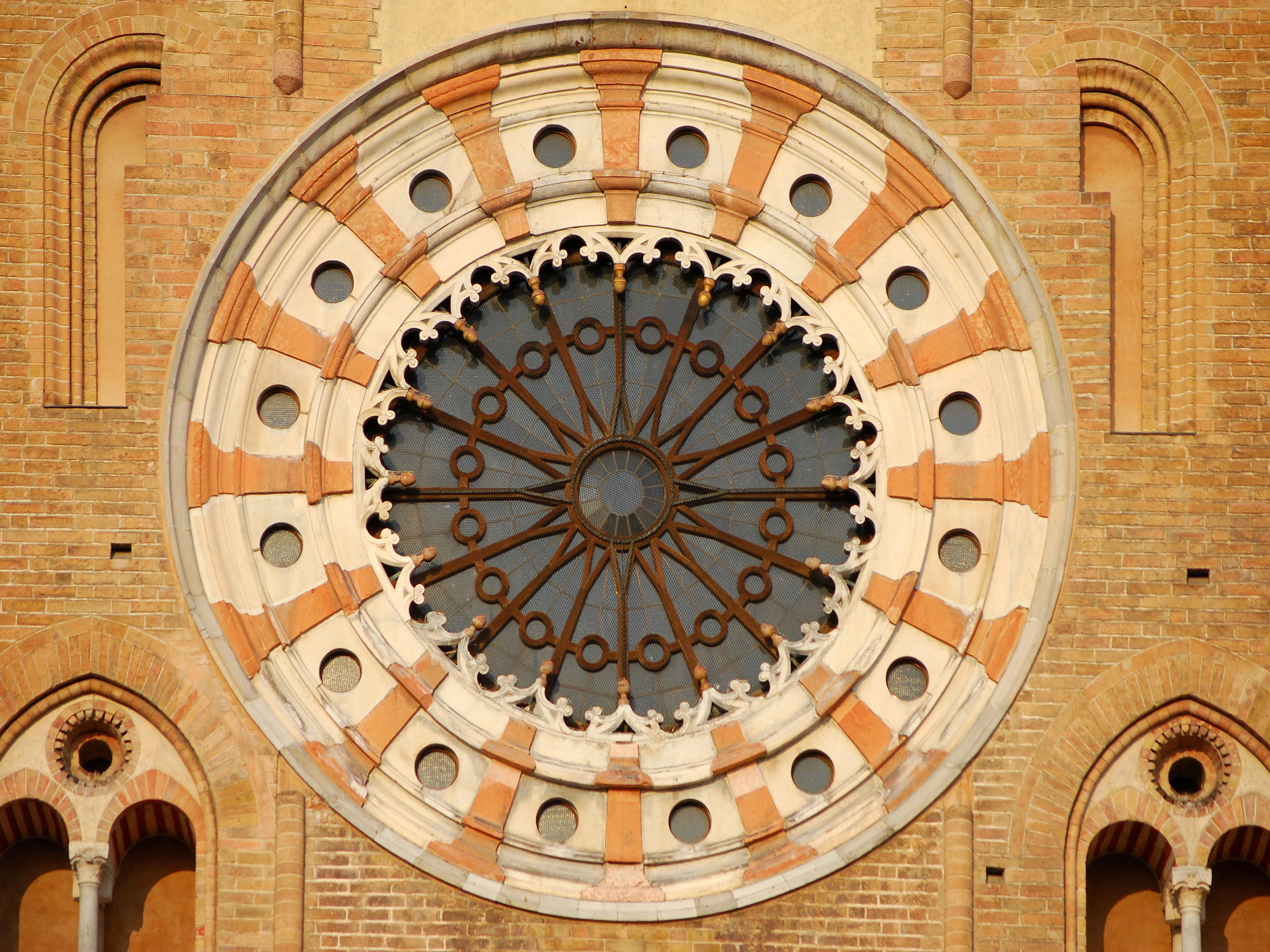
كاتدرائية بازيليكا لودي  [لغات أخرى]‏ ، إيطاليا

### معرض يظهر الزجاج المعشق

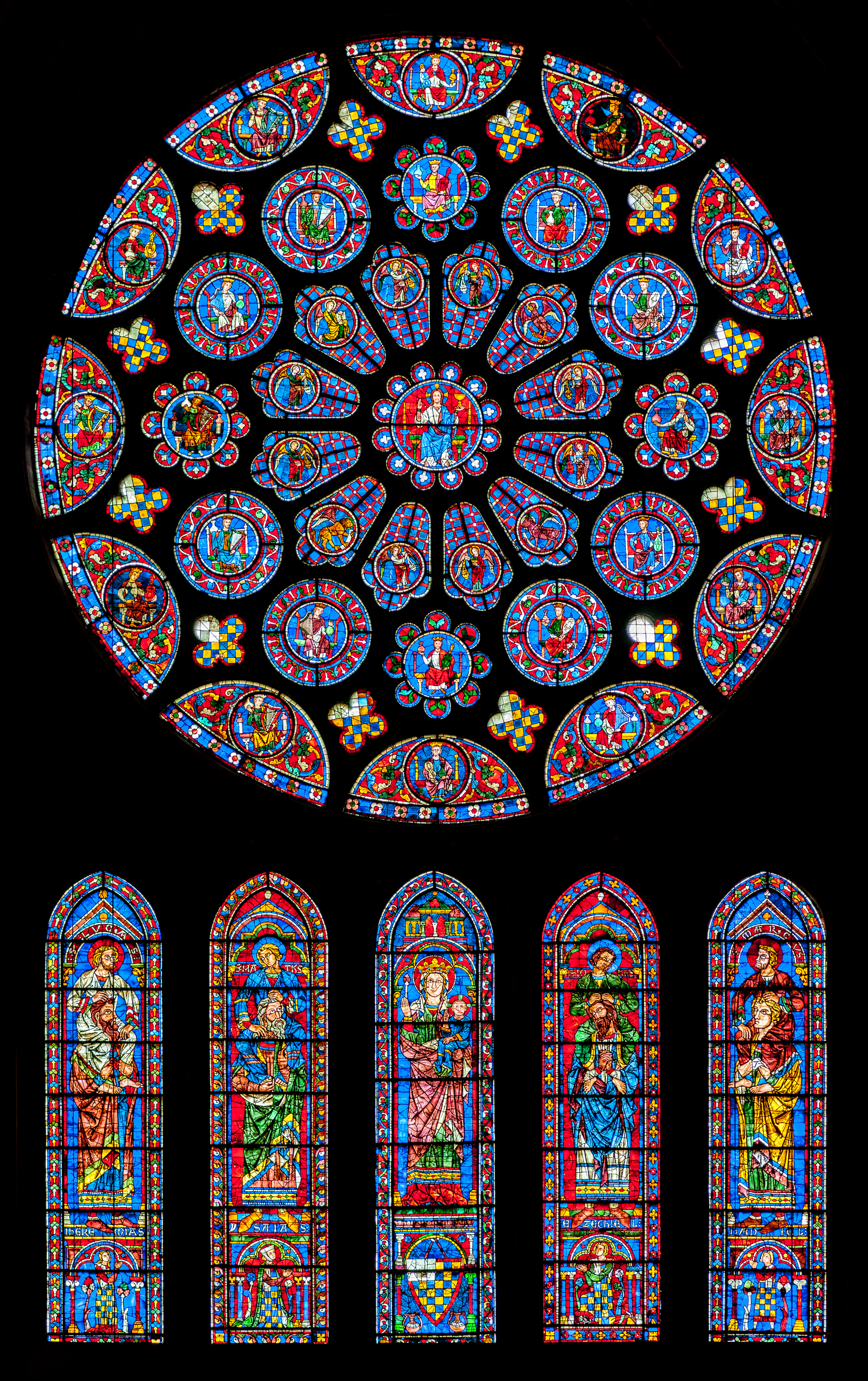
فرنسا ، كاتدرائية شارتر ، نافذة الكنيسة القديمة.
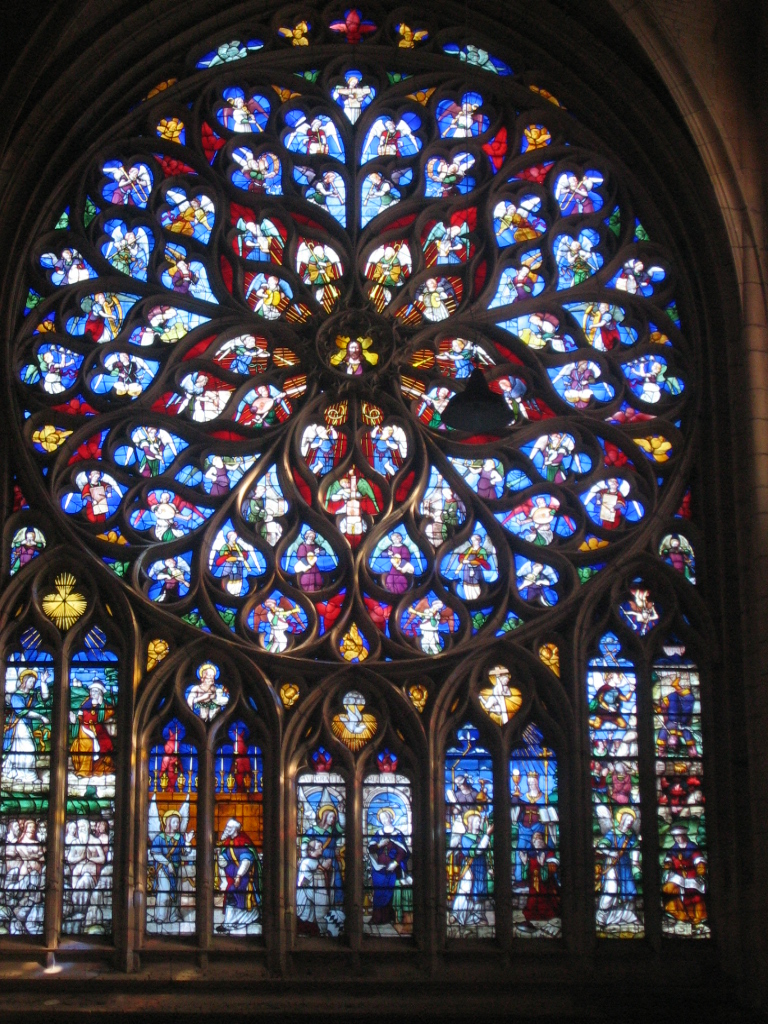
فرنسا ، كاتدرائية سنس ، جناح جانبي ، تظهر نافذة ملتهبة مدمجة في تركيبة كبيرة.
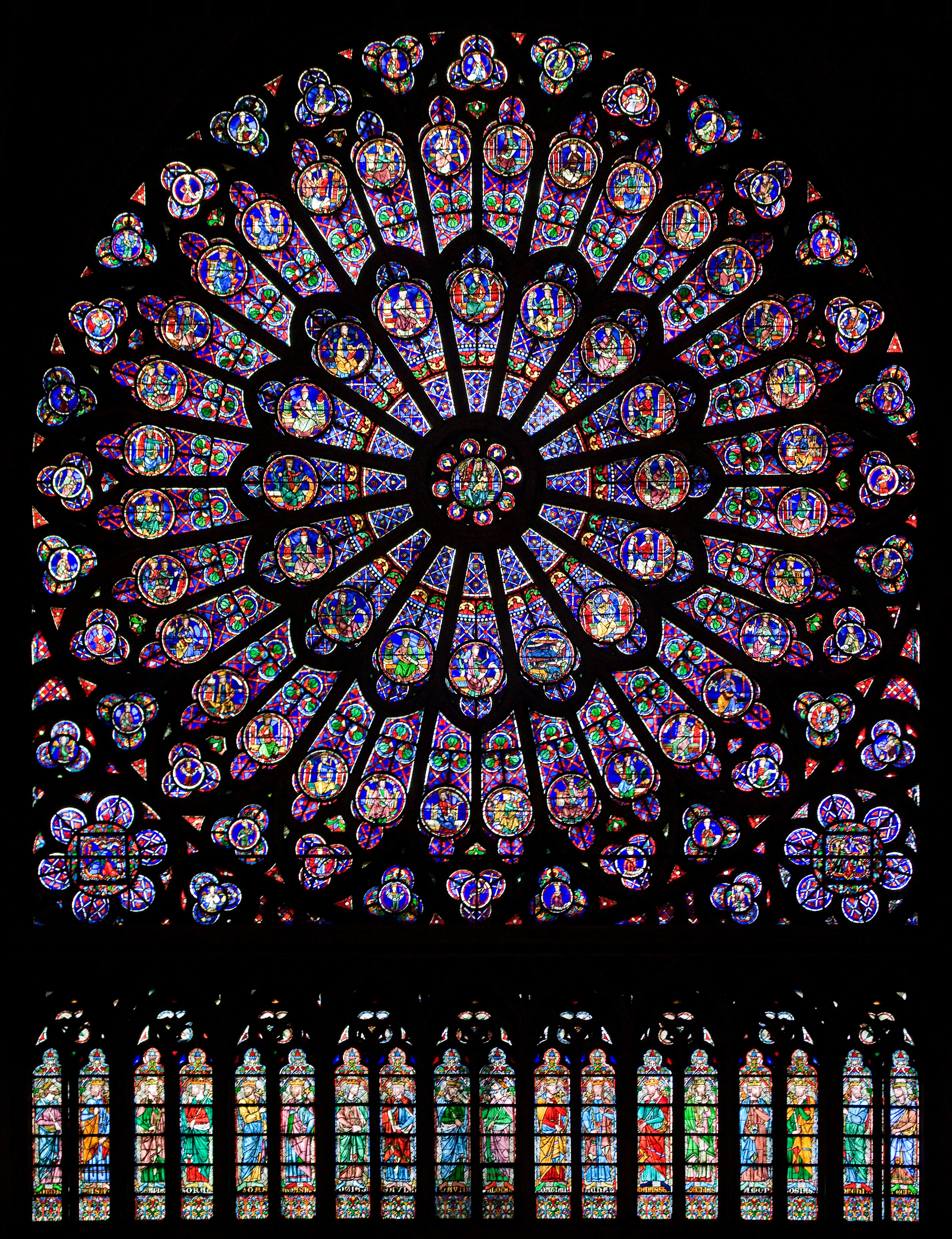
نوتردام دي باريس ، فرنسا ، شمال ترانسبت.
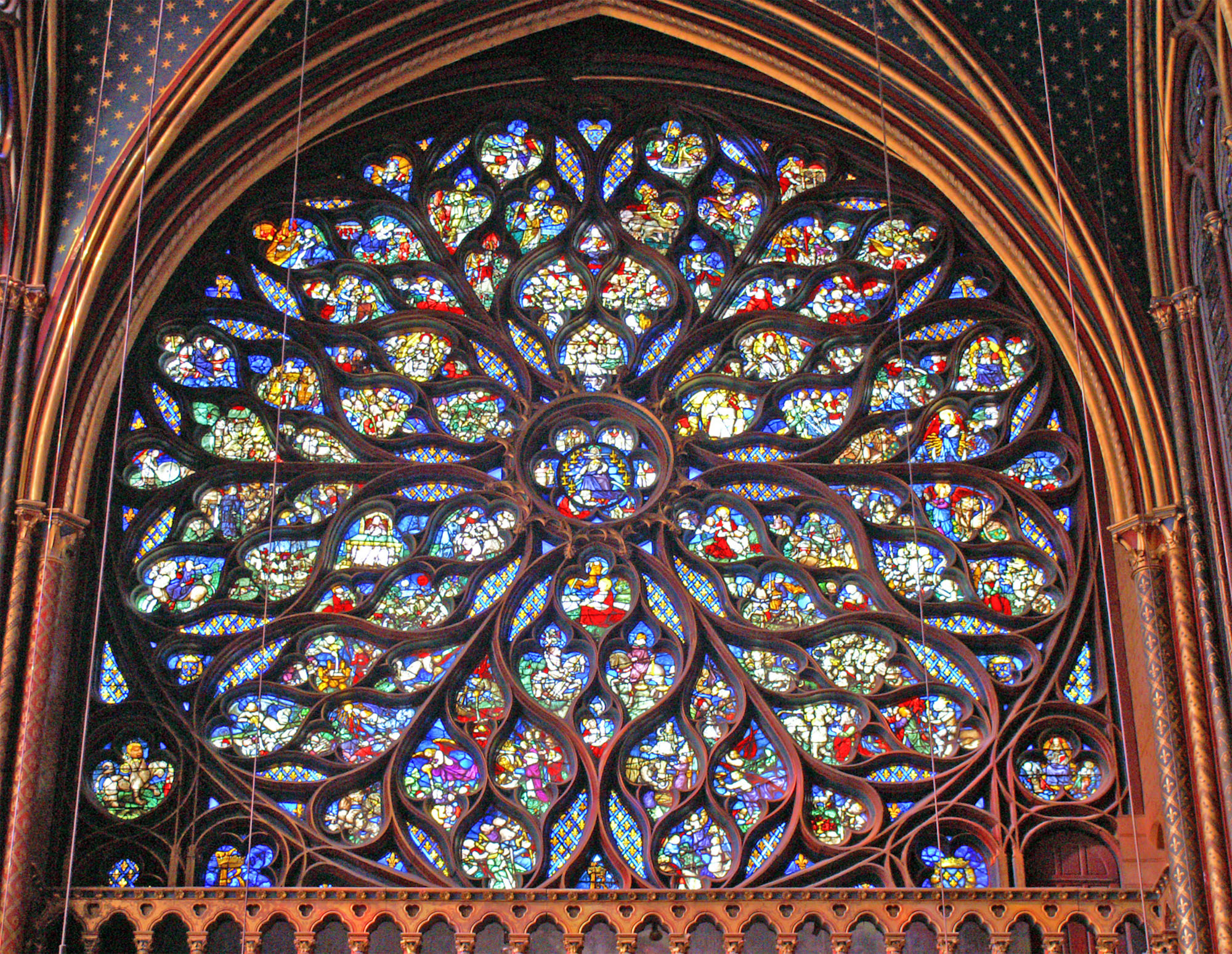
فرنسا ، سانت شابيل ، باريس ، نهاية العالم في الزخرفة اللامعة.
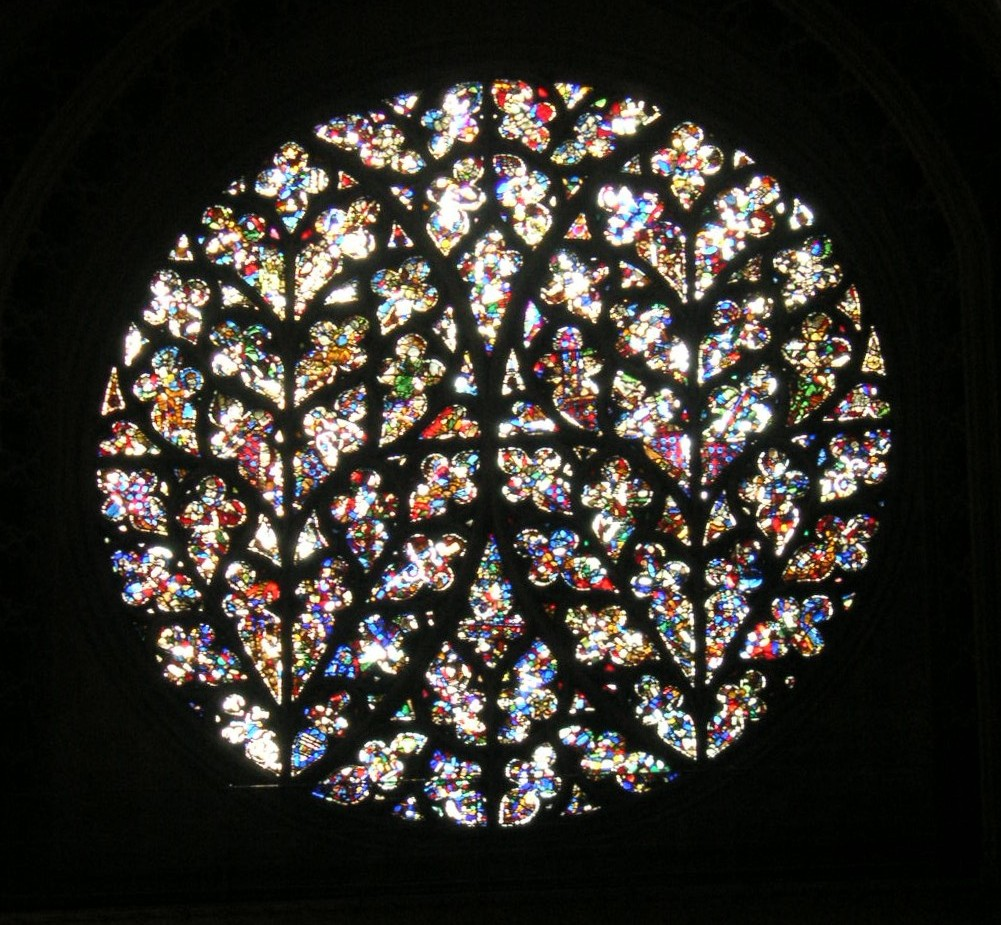
كاتدرائية لينكولن إنجلترا ، عين المطران. شظايا من الزجاج القديم في نافذة قوطية متدفقة.
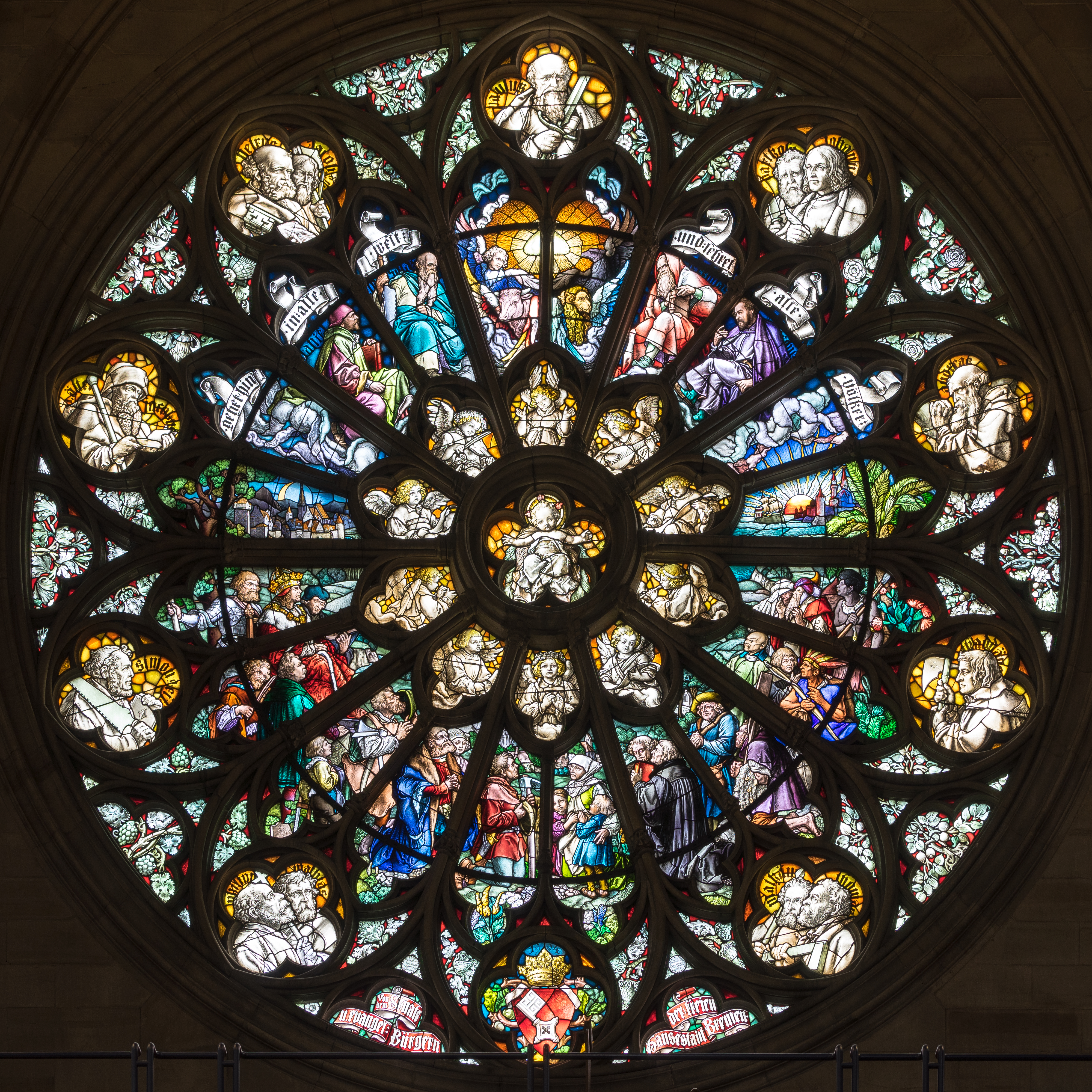
ألمانيا ، الكنيسة التذكارية (Gedaechtniskirche) ، شباير.
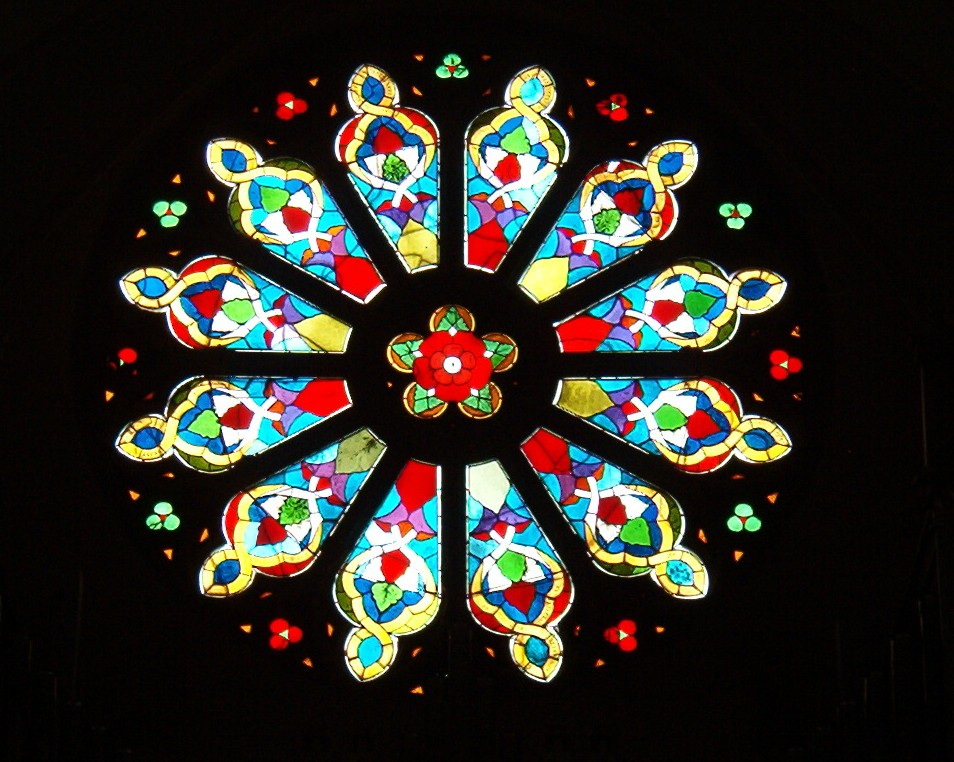
السويد ، كنيسة أوسكار فريكس.
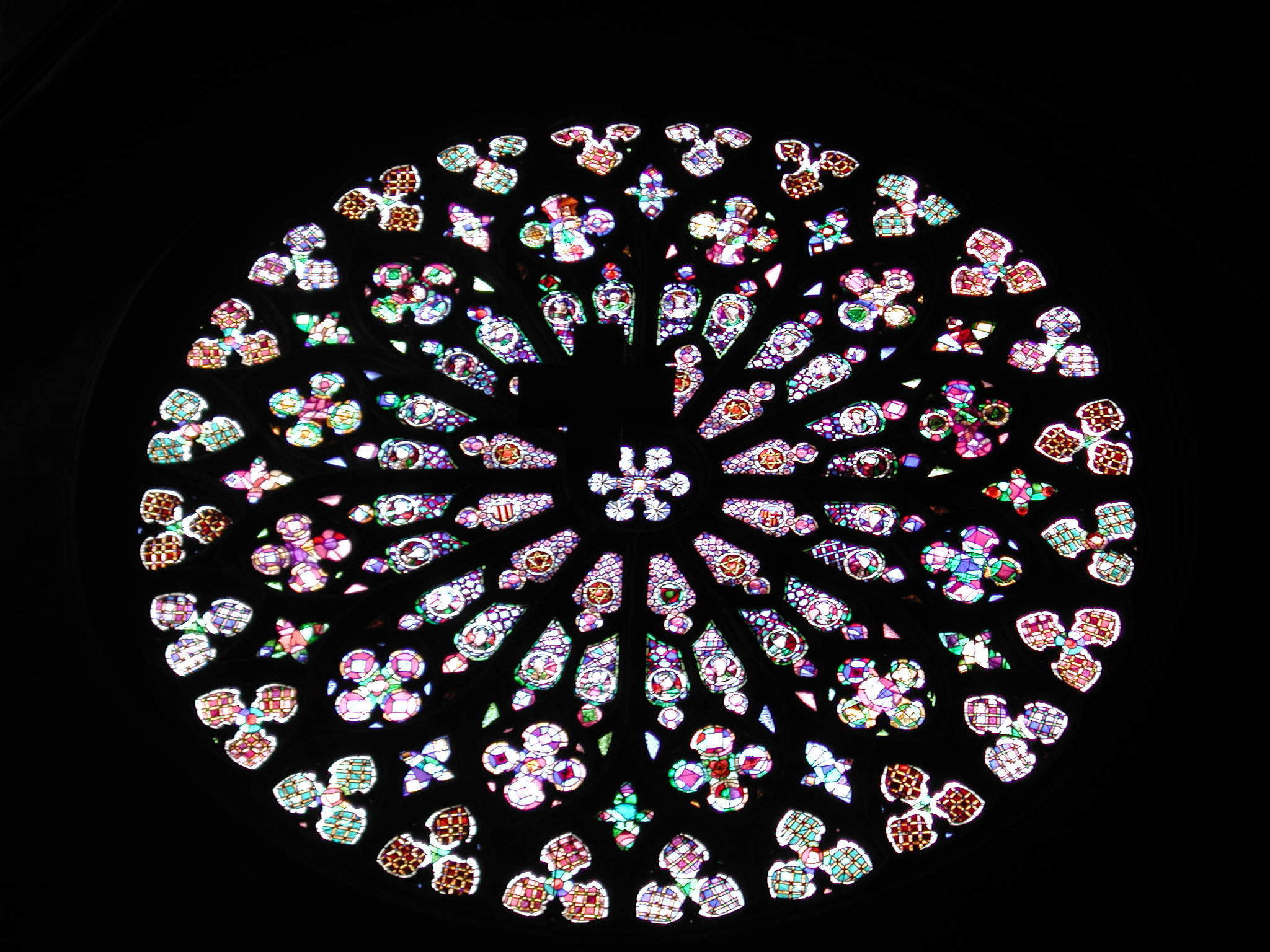
كاتالونيا ، إسبانيا ، سانتا ماريا ديل بي ، برشلونة .
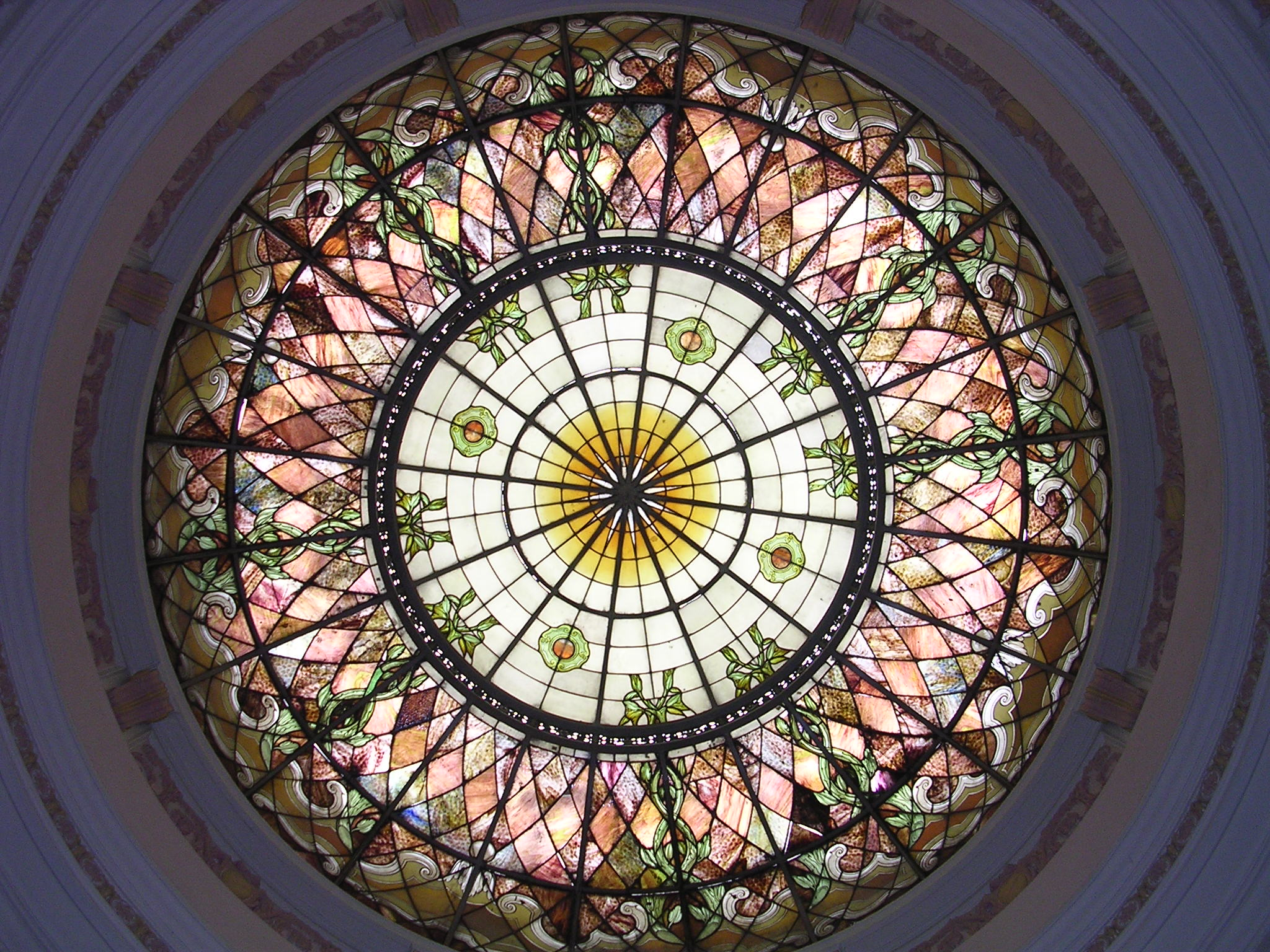
بيرو ، القصر الرئاسي
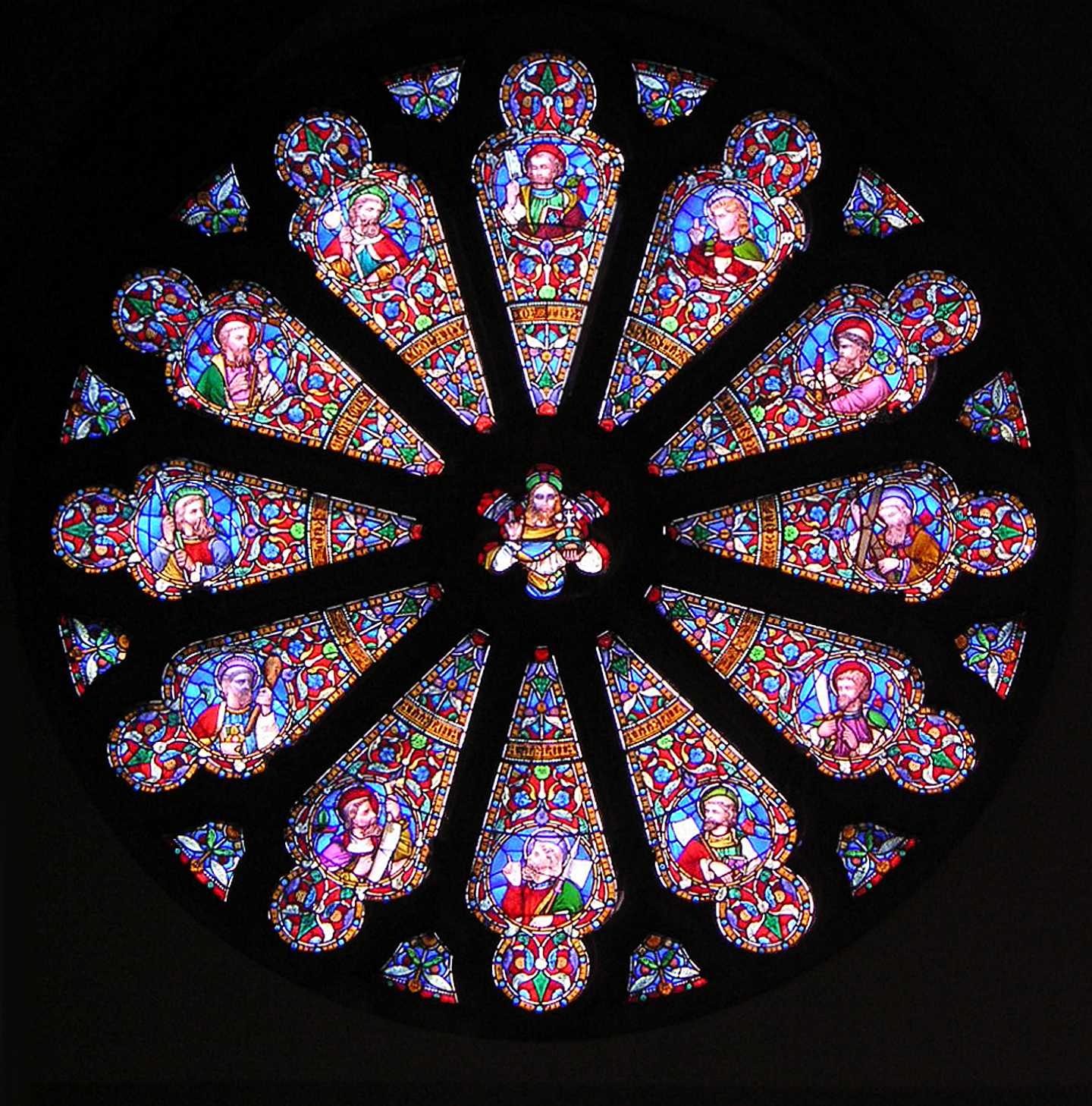
إنجلترا ، سانت ماتياس ، ريتشموند. المهندس المعماري جي سكوت ، الزجاج ويليام وايلز
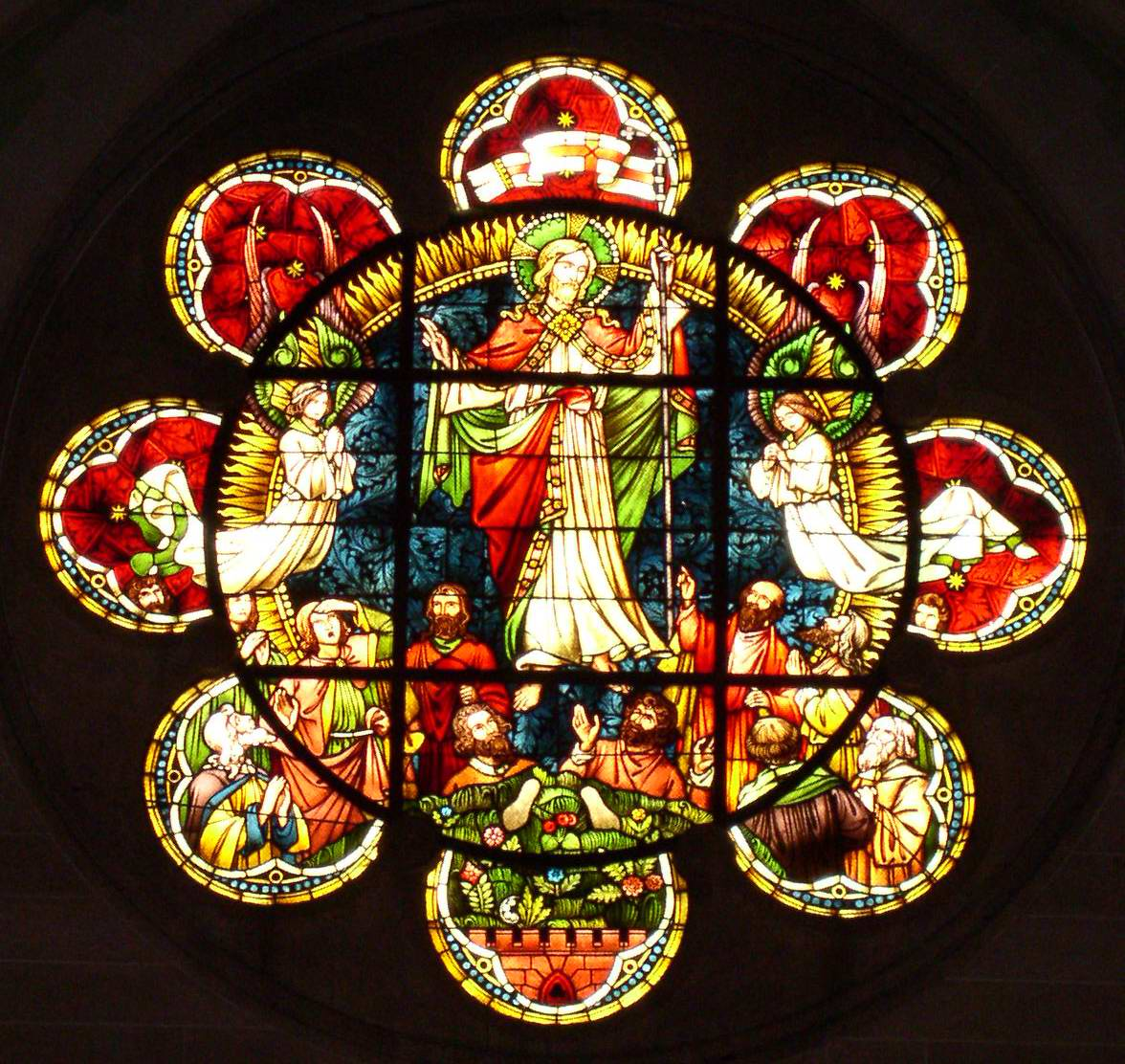
ألمانيا ، نافذة المذبح في كنيسة Himmelfahrtskirche ، درسدن.
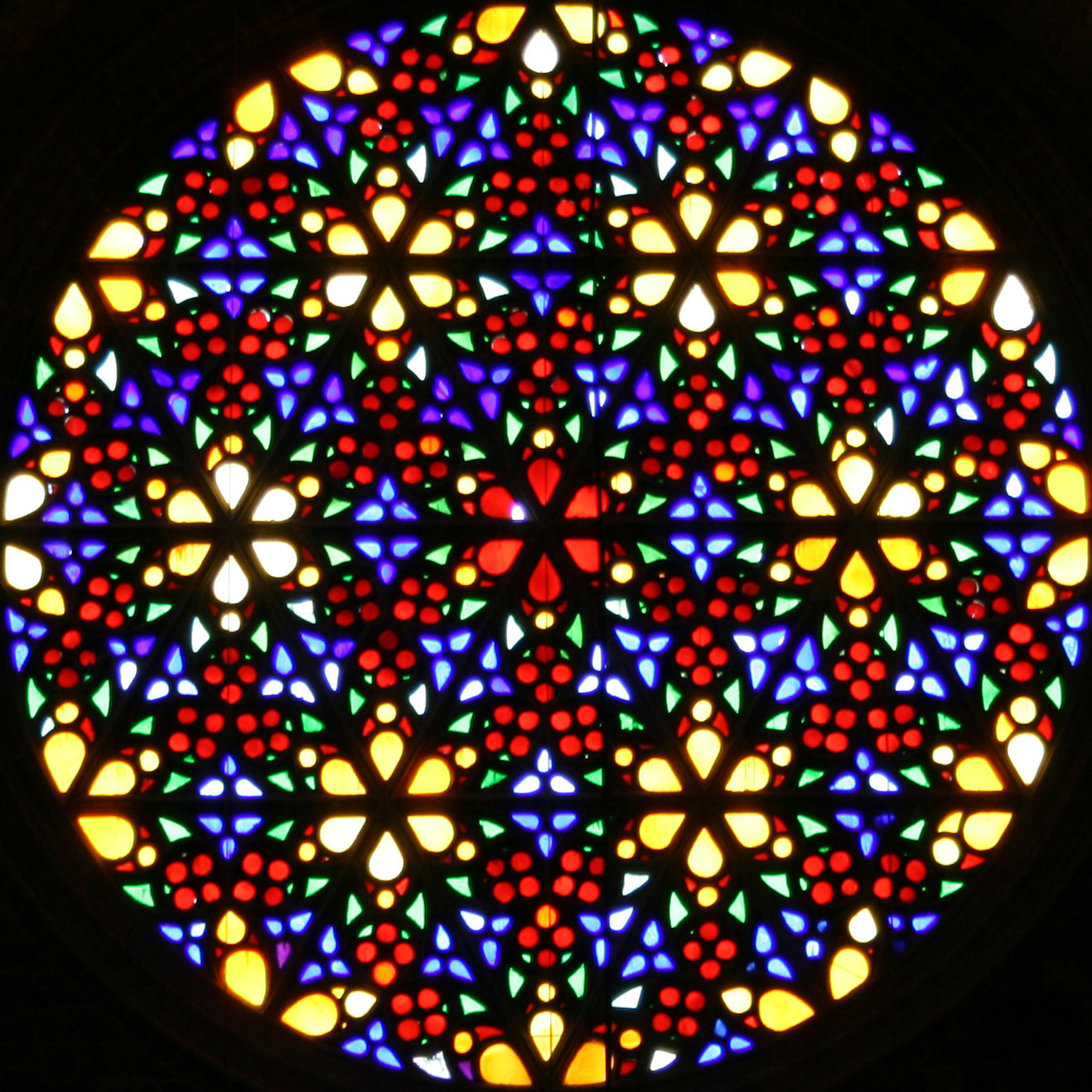
إسبانيا ، مايوركا ، بالما ، بنمط موجود بالفعل في الورود الرومانية القديمة والورود الحجرية.
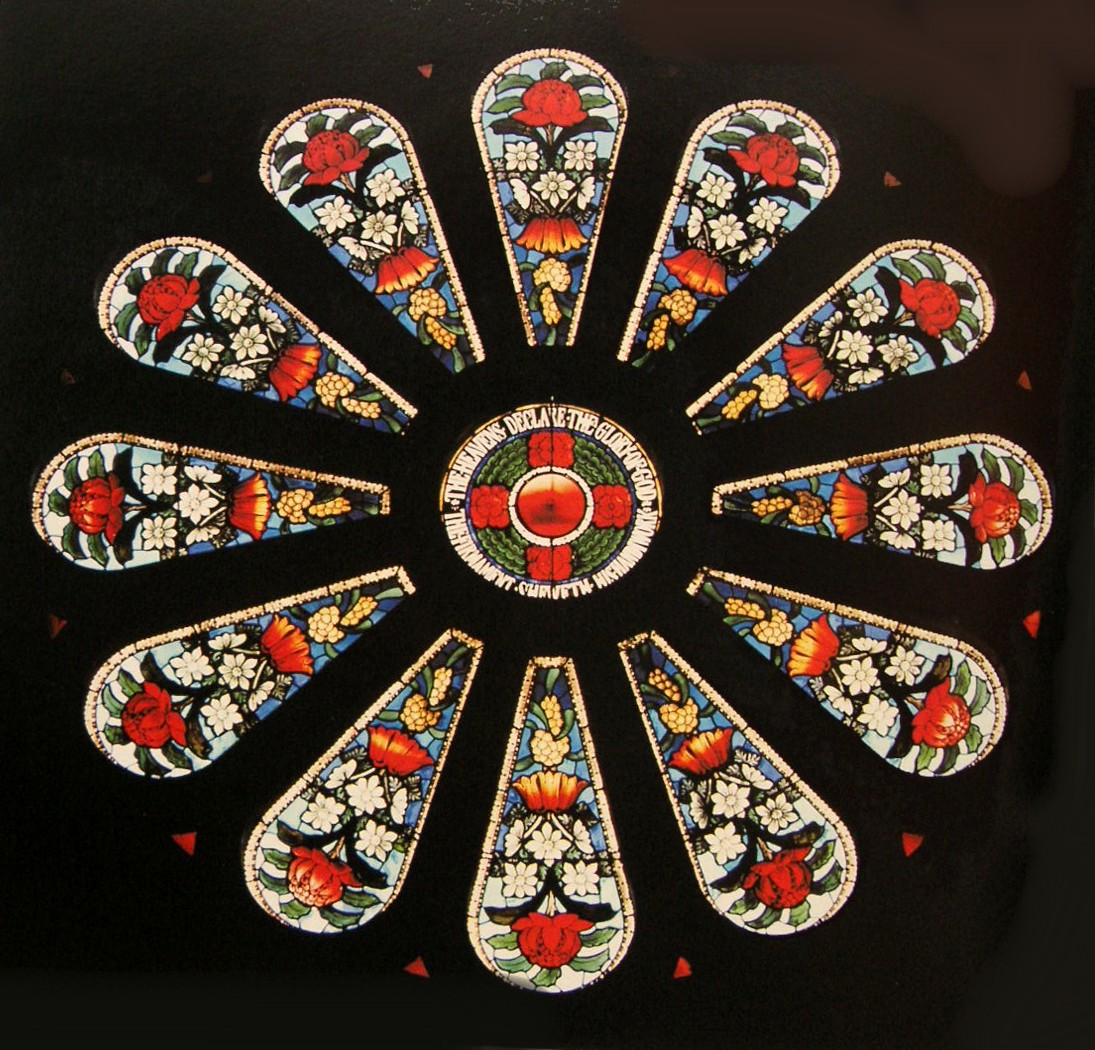
أستراليا ، نافذة Waratah ، St Bede's ، Drummoyne ، سيدني ، بواسطة ألفريد هاندل.
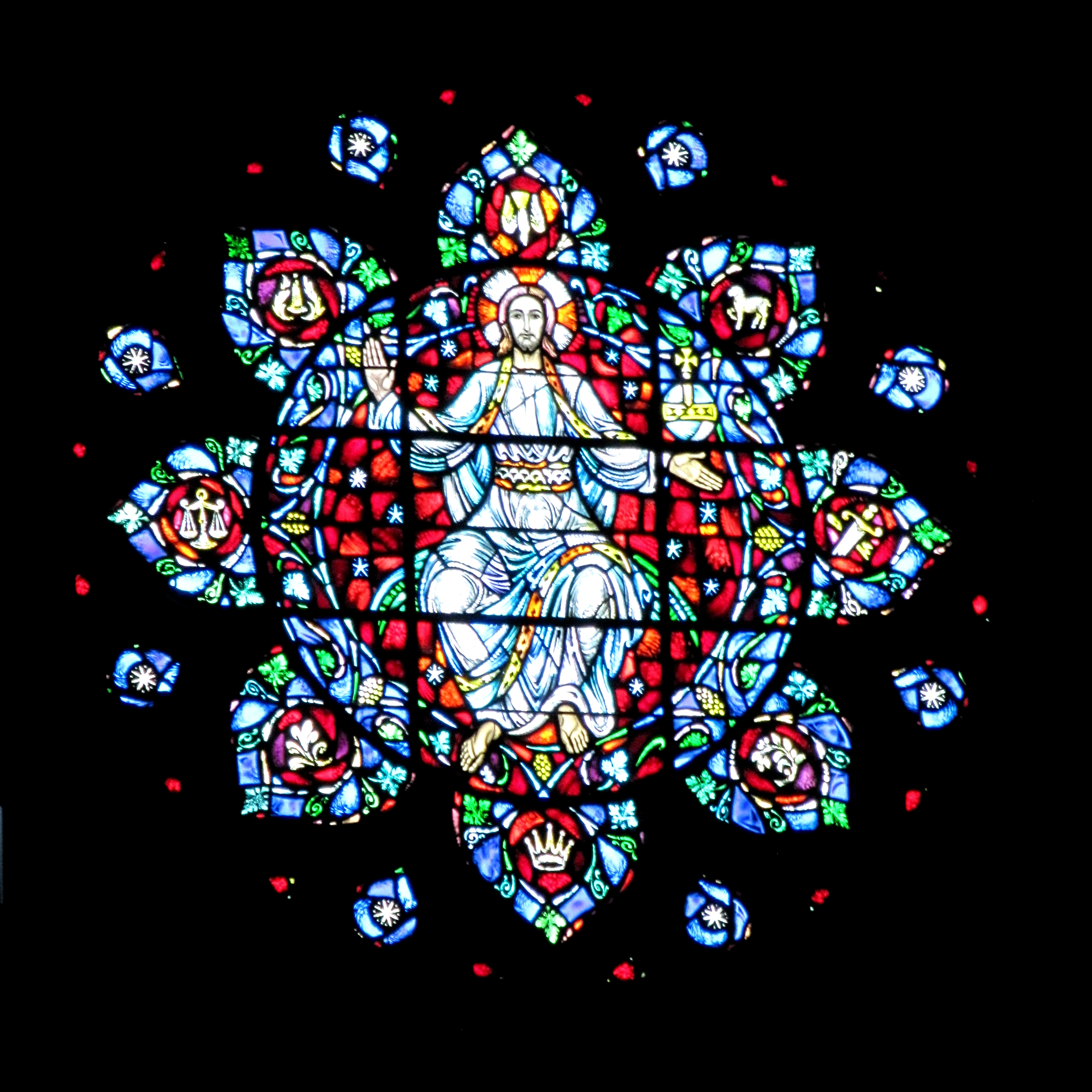
الولايات المتحدة ، نافذة فوق المذبح في كنيسة مارش تشابل التابعة لجامعة بوسطن

## روابط خارجية
- صور رقمية لنوافذ زجاجية ملونة (من العصور الوسطى وما بعدها) من الكاتدرائيات الفرنسية ، التقطها باينتون كوين وآخرون. آل. من مجموعة مكتبة يورك الرقمية (YODL)
- therosewindow.com موقع ويب بينتون كوين ، مع العديد من الصور الجيدة لنوافذ الورود
- نصائح وحيل للهندسة القوطية كيفية تصميم نافذة وردية
- روز شارتر هندسة النوافذ
- Wagon Wheel: Rose Windows of the Medieval Norman Norman Cathedral of Puglia - صور